# Cluj-Napoca
Cluj-Napoca ([ˈklʊʒnɑˈpɔkɑ]ⓘ) of kortweg Cluj (Hongaars: Kolozsvár, Duits: Klausenburg) is een stad in Roemenië, gelegen in Transsylvanië aan de Kleine Someș (Someșul Mic). Het is de hoofdstad van het district (județ) Cluj en is met 324 576  inwoners de grootste stad van de landstreek Transsylvanië. Sinds 2008 is Cluj-Napoca onderdeel van de Metropoolregio Cluj-Napoca.
Cluj-Napoca is een stad met een gemengde bevolking (Roemenen, Hongaren, Roma) en heeft naast de Roemeens-Hongaars-Duitse Babeș-Bolyaiuniversiteit een Hongaarse Sapientia-universiteit.

## Naam

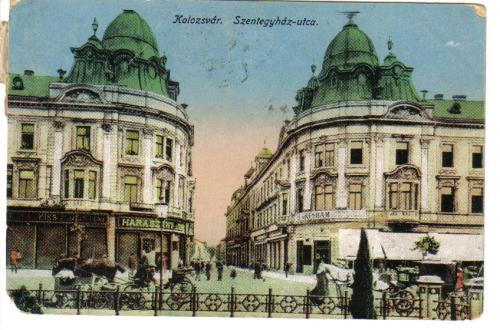
Cluj-Napoca in het jaar 1911

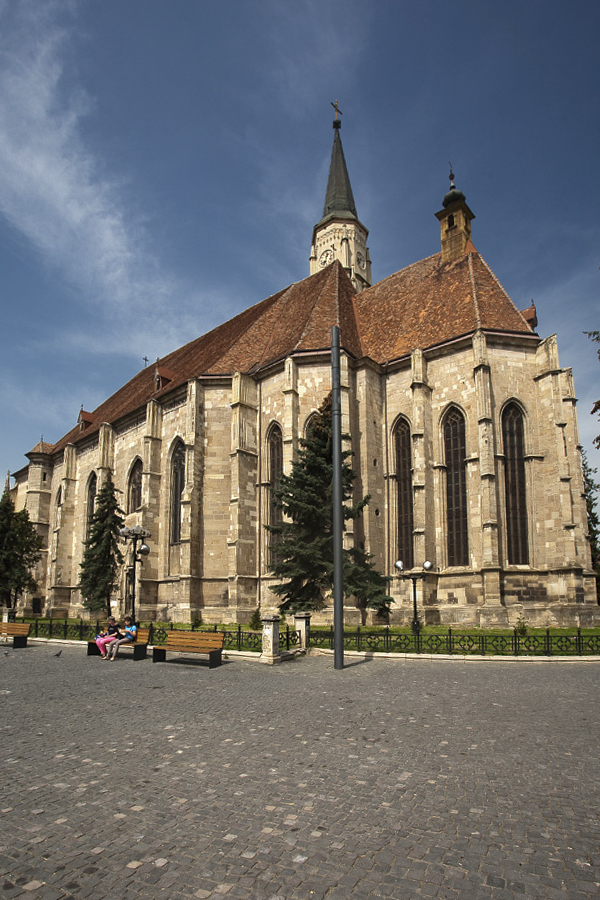
De Sint-Michielskerk in Cluj-Napoca (16e eeuw)

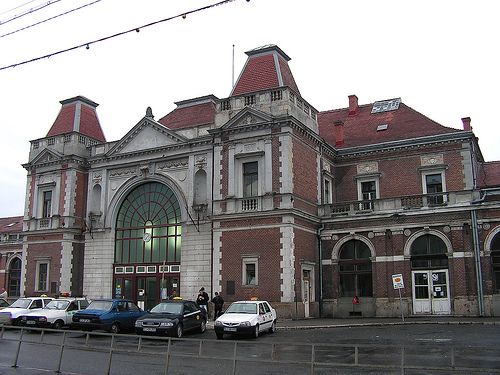
Spoorwegstation Cluj-Napoca, architect Ferenc Pfaff.

De oorspronkelijke naam van de stad is Klausenburg of Kolozsvár. De Roemeense naam van de stad is Cluj. In 1974 werd Napoca aan de officiële naam toegevoegd, waarmee de toenmalige dictator Ceaușescu wilde onderstrepen dat de oorsprong van de stad op de Dacisch-Romeinse nederzetting Napoca zou teruggaan. In de volksmond wordt de stad nog steeds Cluj genoemd of Kolozsvár door de Hongaarse minderheid (Zie: Hongaarse minderheid in Roemenië.
De officiële naam van het gelijknamige district Cluj (Hongaars: Kolozs) werd niet veranderd.

## Geschiedenis

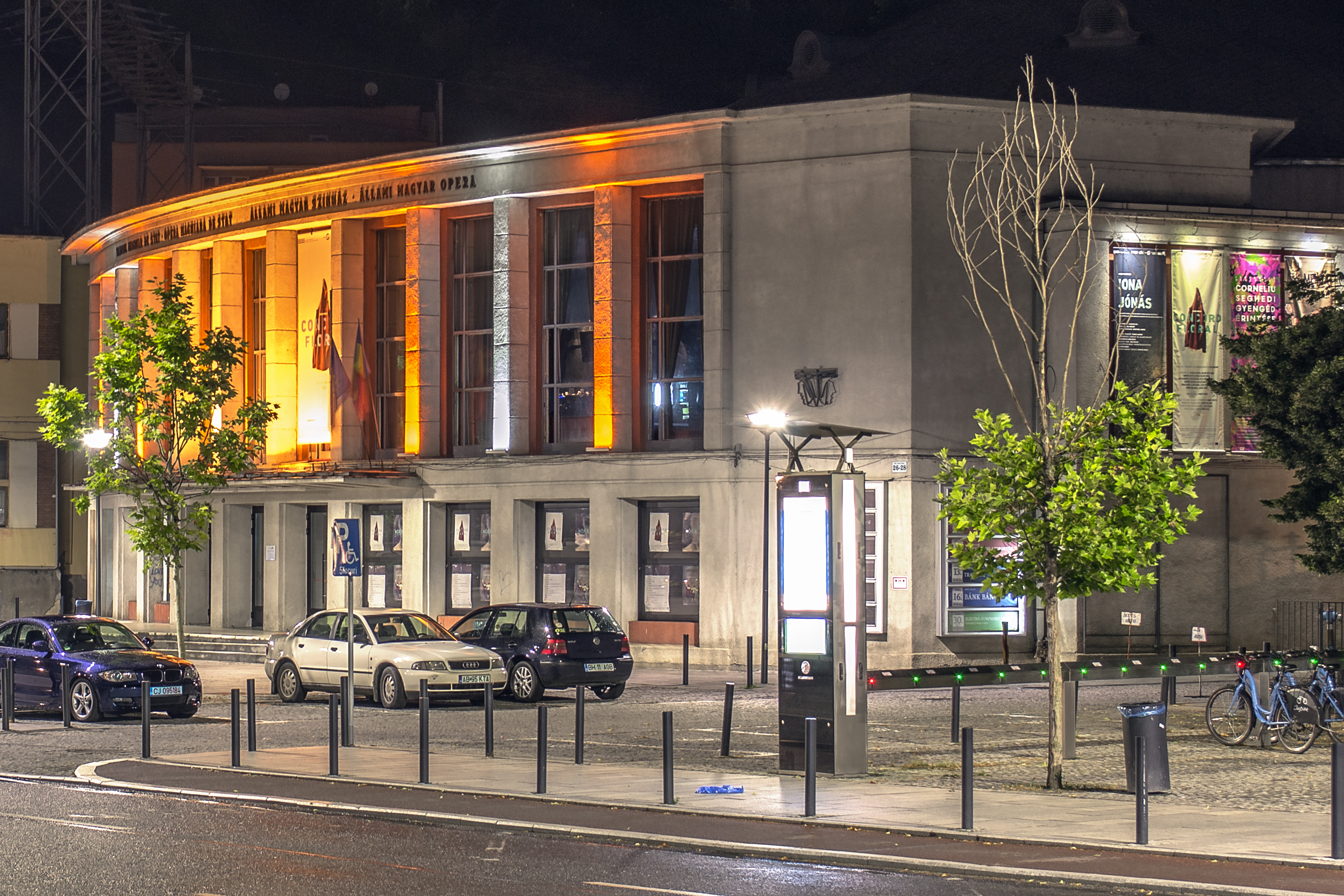
Hongaarstalige Opera van Cluj-Napoca

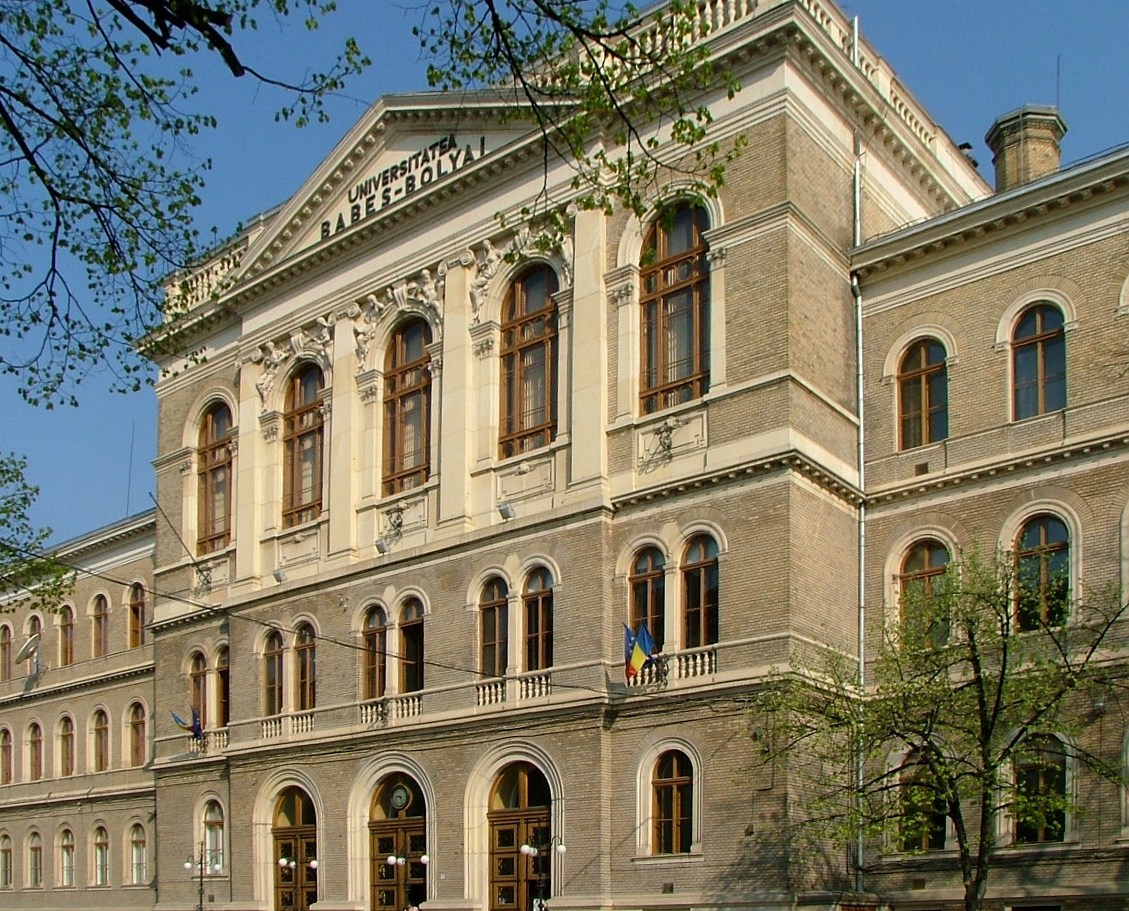
Babeş-Bolyaiuniversiteit van Cluj-Napoca.

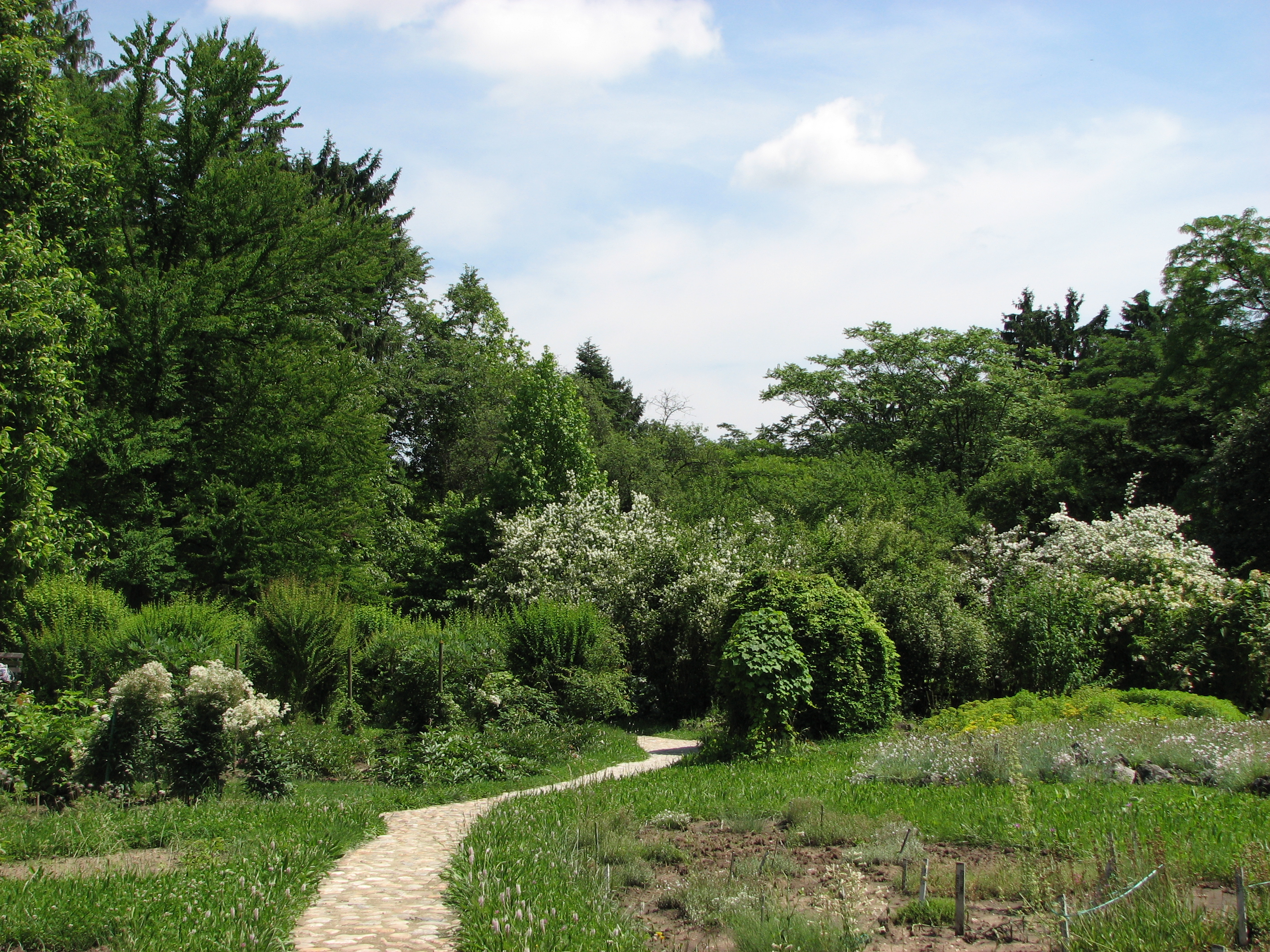
Botanische tuinen van Cluj-Napoca.

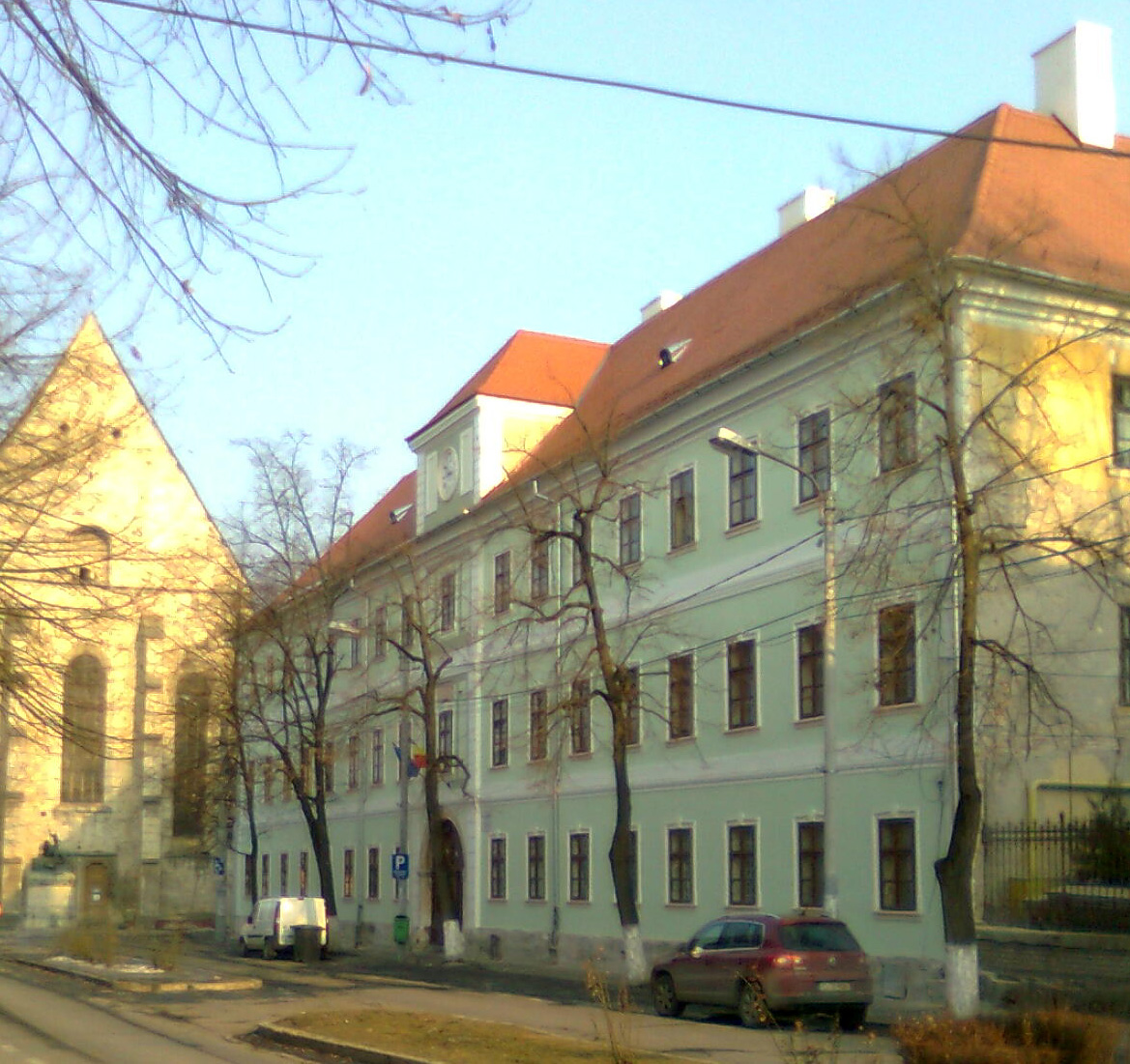
Hongaars gereformeerde kerk en liceum

### Vroegste geschiedenis
In de 2e eeuw voor Chr. bestond op de plaats waar nu Cluj-Napoca ligt een Dacische nederzetting met de naam Napoca, die onder keizer Trajanus door de Romeinen werd overgenomen. Nog voor de Middeleeuwen werd dit Napoca verwoest.

### Onder Koninkrijk Hongarije (tot 1526)
Transsylvanië behoorde sinds 896 tot het Hongaarse rijk, nadat de Hongaren het land hadden betreden. De stad ontwikkelde zich in de 11e eeuw, een toren in de noordwesthoek van de stad dateert nog uit die tijd. In de 13e eeuw verwoestten binnentrekkende Mongoolse troepen in 1241 de volledige nederzetting en moordde haar bevolking uit. Koning Stefanus V van Hongarije nodigde in 1272 Duitse immigranten uit, traditioneel "Saksen" genoemd, die in de 13e eeuw de stad Klausenburg stichtten op de overblijfselen die na de Mongoolse inval nog overeind stonden. In 1405 kreeg de stad weer stadsrechten en werd een Vrije Koninklijke Stad onder koning Sigismund van Hongarije. De stad ontwikkelde zich tot de belangrijkste van Zevenburgen, Matthias Corvinus, een van de belangrijkste Hongaarse koningen, werd er in 1443 geboren. 

### Onder Vorstendom Transsylvanië (tot 1848)
Zevenburgen kwam na 1526 als zelfstandig vorstendom onder Turkse invloed in de 15e eeuw was de helft van de bevolking Saksisch, de ander helft Hongaars. Dit wordt bevestigd in het decreet van de landheer Mihály Szilágyi uit 1458 waarin wordt bepaald dat het bestuur van de stad bestaat uit het Hundertmannschaft, 50 Saksen en 50 Hongaren omvattend. Tijdens de tijd van het vorstendom is Gyulafehervár de hoofdstad, Kolozsvár is echter de rijkste stad en werd Kincses Kolozsvár genoemd, Schatrijk Kolozsvár. Dat de stad een groot belang heeft binnen het vorstendom blijkt wel uit het feit dat er maar liefst 37 landdagen hier plaatsvinden. In 1585 wordt in de stad de eerste universiteit van Transsylvanië opgericht die geleid wordt door jezuïeten.
In 1557 wordt in de stad István Bocskai geboren die tussen 1604 en 1606 de leider van de Hongaarse opstandelingen tegen het Habsburgse regiem is. In 1606 wordt hij regerend Vorst over Transsylvanië nadat dit zwaar bevochten is. De Transsylvanen behouden het recht op godsdienstvrijheid en de vrijheid hun eigen vorsten te kiezen. Nog in 1606 wordt Bocskai vergiftigd en neemt Sigismund Rákóczi de Transsylvanische kroon over. In 1623 staat vorst Gabriël Bethlen toe dat Joden zich mogen vestigen in Transsylvanië en Kolozsvár. In 1790 wordt Kolozsvár opnieuw de hoofdstad van het vorstendom. In 1821 wordt het eerste theater in de stad geopend aan de Farkasstraat, het is het eerste theater in heel Hongarije. In 1822 wordt de eerste Hongaarstalige opera opgevoerd waarvan de teksten en muziek bewaard zijn gebleven.
In 1827 wordt de eerste openbare verlichting aangelegd op het hoofdplein. 

### Onder Koninkrijk Hongarije (Oostenrijks-Hongaarse dubbelmonarchie)
In 1848 wordt de unie tussen Transsylvanië en Hongarije uitgeroepen, vanaf 1867 ontstaat de Oostenrijks-Hongaarse Dubbelmonarchie. Inmiddels was Cluj een van de grootste steden van Hongarije. In 1906 wordt de eerste elektriciteitscentrale gebouwd. Er volgt vanaf dan een grote economische ontwikkeling, vele industrieën worden vanaf het einde van de 19e en het begin van de 20ste eeuw gesticht. Waaronder een bierbrouwerij, staalfabriek en een luciferfabriek. In de Eerste Wereldoorlog zit Hongarije in het kamp van de verliezers. In 1918 nemen Roemeense troepen de stad in. 

### Onder Koninkrijk Roemenië
In 1920 moet Hongarije de stad en geheel Transsylvanië na het tekenen van het Verdrag van Trianon overdragen aan Roemenië. Tijdens het interbellum blijft Cluj een voornamelijk Hongaarse stad. Dit maakt dat de Hongaren blijven strijden voor hereniging van Transsylvanië met Hongarije. In 1940 wordt dit realiteit dankzij de Tweede Scheidsrechterlijke Uitspraak van Wenen. Het Hongaarse leger neemt onder leiding van Miklós Horthy de landstreek weer in en wordt met groot gejuich op het hoofdplein van Kolozsvár ontvangen. 

### Moderne geschiedenis
Na de Tweede Wereldoorlog wordt de stad voorgoed Roemeens. Roemenië verandert al snel in een Socialistische Volksrepubliek. De stad wordt onderdeel van de industriepolitiek in de 5-jaren plannen van de geleide economie. In de jaren '60 worden vele industrieën in de stad opgestart en komt de bouw van grootschalige wijken in socialistische prefab betonbouw tot stand. In de jaren '70 wenst de Roemeense leider Ceausescu de Hongaarse geschiedenis voorgoed uit te wissen door Napoca toe te voegen aan de naam van de stad. Door de komst van vele Roemeense arbeiders is de bevolking in de jaren '60 voor het eerst in de moderne geschiedenis niet langer in meerderheid Hongaars.

## Bevolking
Cluj-Napoca is van oudsher een stad met een etnisch, religieus en nationaal gemengde bevolking. Ze is in de 12de eeuw gesticht door kolonisten uit de Duitse landen als Klausenburg en de bouwstijl van het middeleeuwse centrum getuigt van hun aanwezigheid. Hongaren maakten daarna als adellijke bovenlaag eeuwenlang de dienst uit, in wat nu Kolozsvár heette. De 19de-eeuwse wijken rond het oudste centrum zijn gebouwd in de weelderige Hongaarse variant van de sezession (jugendstil). Duitstaligen vormden in de 19de eeuw nog maar een kwart van de bevolking, en Roemenen namen toe maar als sociale onderlaag van dienstpersoneel en arbeiders. In 1918 kwam de stad, met geheel Transsylvanië, in Roemeense handen. De verhoudingen tussen de verschillende bevolkingsgroepen verliepen moeizaam: in het Interbellum werd de Hongaarse ambtenarij verwijderd, de bovenlaag politiek en economisch ontmanteld en de universiteit geroemeniseerd. Tussen 1941 en 1945 mocht Hongarije Noord-Transsylvanië herannexeren en vond een wisseling van de wacht plaats. Dat betekende na de oorlog, toen de stad weer Roemeens werd, een afrekening, maar toch verbeterden de verhoudingen korte tijd in het kader van de communistische volkerenvriendschap. Een Hongaarse universiteit werd in beperkte vorm hersteld. Onder Ceauşescu verslechterde de situatie en verdween die universiteit weer, terwijl de Hongaren door een grote instroom van Roemenen uit alle delen van het land definitief werden overvleugeld door de Roemenen en in aantal onder de 20% norm zakten, die wettelijk nodig is voor een tweetalig openbaar bestuur en onderwijs. (Zie Roemenisering van Transsylvanië)
Na Ceauşescu werd de stad van 1992 tot 2004 bestuurd door de nationalistische burgemeester Gheorghe Funar, die onder meer naam maakte door de Hongaarse organisaties en scholen te belemmeren zich te herstellen en het straatmeubilair in de Roemeense nationale kleuren te laten schilderen. Rumoer ontstond toen hij de Hongaarse koning welke de stad had laten stichten, van zijn sokkel op het stadsplein wilde halen. Onder het nieuwe bewind van de huidige burgemeester Emil Boc verandert het straatmeubilair weer van het Roemeense rood, geel, blauw in Transsylvaans rood met wit. Een Hongaarse universiteit is heropgericht op een bescheidener schaal dan de Roemeense. Cluj heeft een multiculturele samenleving onder Roemeense dominantie. Het  aandeel van de Hongaren in de bevolking van de stad is in de loop van de 20e eeuw geslonken van ruim 80% in 1910 tot minder dan 20% nu. Het Duitstalige element is verdwenen.
| Jaar | Bevolking | Roemenen aantal | Hongaren aantal en percentage |
| ---- | --------- | --------------- | ----------------------------- |
| 1850 | 19 612    | 4116            | 12 317 (63%)                  |
| 1880 | 32 831    | 5618            | 23 676 (72%)                  |
| 1890 | 37 184    | 5637            | 29 396 (79%)                  |
| 1910 | 62 733    | 8886            | 51 192 (82%)                  |
| 1920 | 85 509    | 29 644          | 42 168 (49%)                  |
| 1930 | 103 840   | 34 029          | 48 271 (46%)                  |
| 1941 | 110 956   | 10 029          | 97 698 (88%)                  |
| 1948 | 117 915   | 47 321          | 67 977 (58%)                  |
| 1956 | 154 723   | 74 623          | 77 839 (50%)                  |
| 1966 | 185 663   | 105 185         | 78 520 (42%)                  |
| 1977 | 262 858   | 173 003         | 86 215 (33%)                  |
| 1992 | 328 602   | 248 572         | 74 871 (23%)                  |
| 2002 | 317 593   | 252 433         | 60 987 (19%)                  |
| 2011 | 324 576   | 245 737         | 49 565 (16%)                  |
| 2021 | 286 598   | 204 297         | 33 603 (14%)                  |

### Hongaarse gemeenschap
De bijna 50.000 etnische Hongaren vormen een belangrijke minderheid (voor 1956 zelfs de meerderheid) in de stad (Zie: Hongaarse minderheid in Roemenië). In Cluj werd de Hongaarse koning Matthias Corvinus geboren. Zijn geboortehuis ligt in het centrum en is voorzien van een gedenkplaquette.  
In de stad zijn veel instituties te vinden die de centrale vestiging vormen voor de Hongaarse gemeenschap in Roemenië zoals de Transsylvaans-Hongaarse museumfederatie, de Hongaarse academie voor wetenschap en het Bolyai genootschap. Ook bevindt zich in de stad het Hongaars Staatstheater en de Hongaarse opera. De Unitarische, Evangelische en Reformatorische kerken hebben hun centrale vestiging voor geheel Roemenië in Cluj-Napoca. Ook de protestantse predikantenopleiding is te vinden in de stad.
Daarnaast verschijnen er in de stad een aantal Hongaarse dag- en weekbladen en is er eens per jaar in augustus een groot festival in het centrum van de stad: de Hongaarse Dagen van Kolozsvár.
Cluj (of Kolozsvár) is met name in het centrum herkenbaar als Midden-Europese stad met haar Rooms-Katholieke, Hongaars-Gereformeerde en Evangelisch-Lutherse kerken. In het stadsbeeld zijn naast het centrum aan het begin van de jaren '20 van de twintigste eeuw een aantal kerken en gebouwen gerealiseerd voor de Roemeense gemeenschap.

### Hongaarstalig Middelbaar Onderwijs
- Apáczai Csere János Elméleti Líceum (Kolozsvár) - Liceul Teoretic "Apáczai Csere János" Cluj-Napoca
- Báthory István Elméleti Líceum (Kolozsvár) - Liceul Teoretic "Báthory István" Cluj-Napoca
- Brassai Sámuel Elméleti Líceum (Kolozsvár) - Liceul Teoretic "Brassai Sámuel" Cluj-Napoca
- János Zsigmond Unitárius Kollégium (Kolozsvár) - Liceul Unitarian "János Zsigmond" Cluj-Napoca
- Kolozsvári Református Kollégium (Kolozsvár) - Liceul Teologic Reformat Cluj-Napoca
- Tálentum Református Iskola (Kolozsvár) - Școala Gimnazială Reformată "Talentum" Cluj-Napoca

### Hongaarstalig hoger- en universitair onderwijs
- Babeș-Bolyaiuniversiteit, met diverse Hongaarstalige faculteiten/ opleidingen
- Sapientia-universiteit- Hongaarse Universiteit van Transsylvanië
- Protestantse Theologisch Instituut (van de Hongaars Gereformeerde, Unitarische en Evangelische kerken)

## Bezienswaardigheden
Bezienswaardig zijn diverse musea, de Rooms Katholieke Sint-Michiels kathedraal (15de eeuw), de Hongaars Gereformeerde Kerk (15e eeuw) De Hongaars Gereformeerde kerk is de hoofdzetel van het District Transsylvanië (Hongaarse Gereformeerde Kerk).
Verder staat in het centrum het geboortehuis van koning Mátyás Hunyadi van Hongarije en zijn er rond het hoofdplein diverse stadspaleizen te zien, onder andere het Paleis Bánffy in barokstijl. In dit paleis is nu het Museum voor Schone Kunsten van de stad gevestigd. Een ander museum in het centrum is het Nationaal Museum van de geschiedenis van Transsylvanië en het binnen-museum van het Etnografisch museum van Transsylvanië.
Rond de binnenstad zijn nog delen van de stadsomwalling en enkele wachttorens zichtbaar.
Iets buiten het eigenlijke centrum staat het Roemeens Staatstheater en de Roemeens Orthodoxe Kathedraal uit 1933. Nog iets verder uit het centrum zijn de resten van de burcht van Kolozsvár te zien, de Botanische tuin van Cluj-Napoca en een groot openluchtmuseum, het Etnografisch museum van Transsylvanië. Verder is er het Apotheekmuseum.

## Infrastructuur

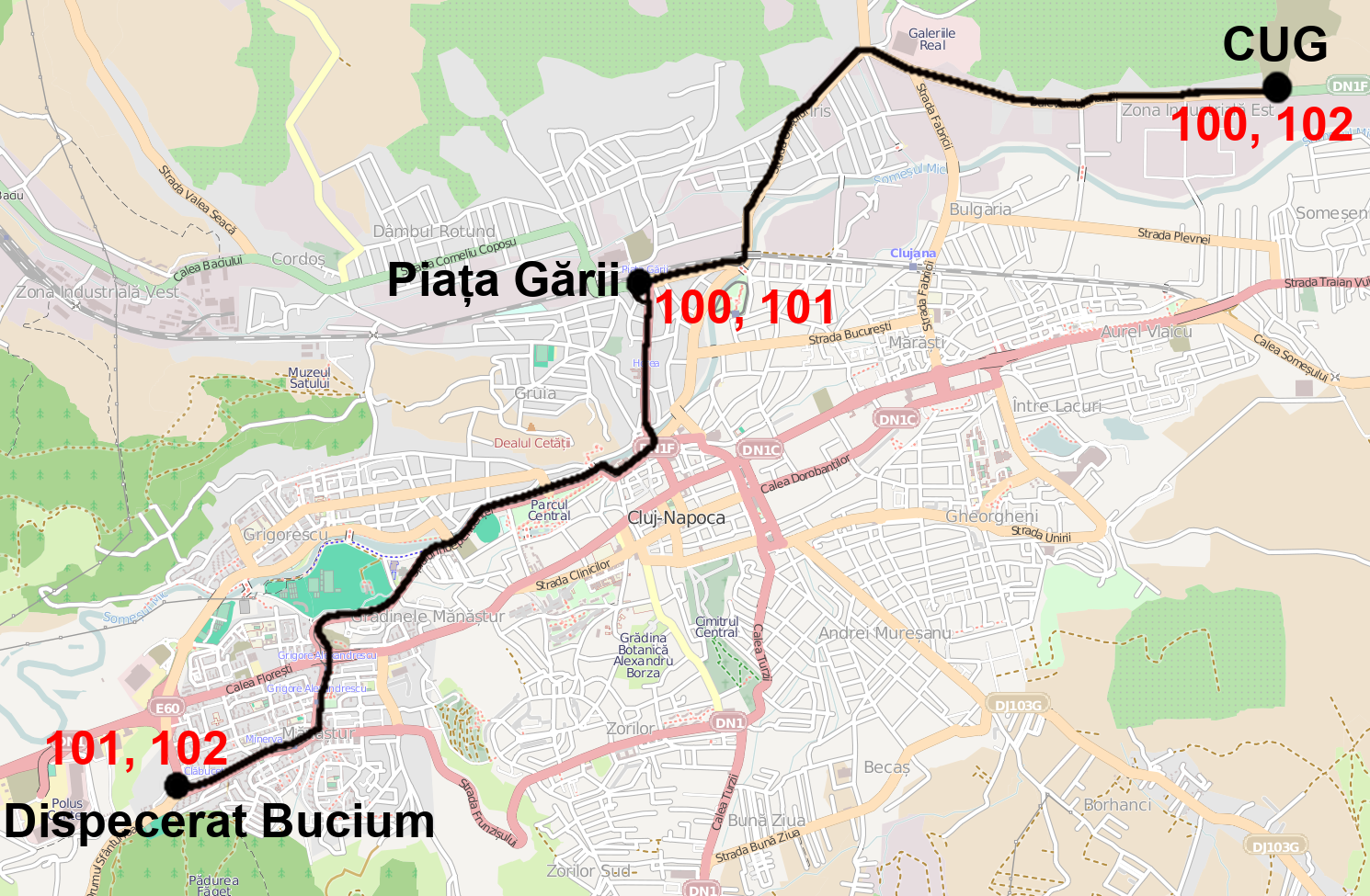
Tramlijn in Cluj-Napoca

De stad is doende de infrastructuur op te knappen. Omdat de stad "ingeklemd" ligt tussen heuvels, moet het vele (lokale) verkeer dwars door het centrum heen. Er zijn ook routes speciaal voor het vrachtverkeer aangewezen, maar door de toenemende welvaart neemt ook het autobezit toe. Sinds begin 2007 is men in de stad begonnen met het aanleggen van rotondes op belangrijke kruispunten. Hierdoor stroomt het verkeer sneller door en vermindert de kans op ongelukken aanzienlijk.

### Openbaar vervoer
Binnen de stad wordt het openbaar vervoer uitgevoerd met een tramlijn die van het noordoosten via het centrale spoorwegstation naar het zuidwesten loopt. De tramlijn werd in 1987 gebouwd. Eerder was er ook al sprake van een tramnetwerk in de stad van 1893 tot 1902 (zie: Openbaar vervoer in Cluj-Napoca). Het overige openbaar vervoer bestaat uit buslijnen. De huidige burgemeester heeft een onderzoek gestart naar de bouw van een toekomstig metronet (zie: Metro van Cluj-Napoca).

### Ringweg en autosnelweg
Sinds mei 2007 is men gestart met het aanleggen van een ringweg aan de oostelijke kant van Cluj. Middels een groot viaduct kan men bij Feleac zonder oponthoud richting Apahida rijden. Met een lengte van rond de 35 kilometer moet deze weg het verkeer vanuit het zuiden van het land veilig en zonder oponthoud naar steden als Dej en Maramureș leiden. De ringweg loopt vlak langs het internationale vliegveld van Cluj, Cluj-Napoca International Airport.
Aan de westkant van de stad loopt de snelweg "Autostrada Transilvania" Deze snelweg zal uiteindelijk van Boekarest naar Oradea lopen. Op dit moment zijn delen geopend, nabij de grens met Hongarije, een deel van de A3 tussen Cluj-Napoca-West (Gilău) - Turda - Câmpia Turzii, dat een lengte heeft van 50 km en er zijn delen klaar in de richting van Targu Mures.

## Politiek
Bij de gemeenteraadsverkiezingen in 2016 werden drie partijen gekozen:
- PNL - 17 zetels
- Uniunea Democrată Maghiară din România 5 zetels
- PSD-ALDE 5 zetels

Ook in 2016 werd Emil Boc van de PNL gekozen tot burgemeester van Cluj-Napoca. 
De gemeenteraad van Cluj-Napoca bestond in de periode 2012-2016 uit 4 partijen:
- Uniunea Social-Liberală 12 zetels
- Partidul Democrat Liberal 10 zetels
- Uniunea Democrată Maghiară din România 4 zetels
- Partidul Popular - Dan Diaconescu 1 zetel

Het bestuur van de stad werd tussen 2012 en 2016 gevormd door een coalitie van de Partidul Democrat Liberal en de Hongaarse UDMR onder leiding van burgemeester Emil Boc.

## Media

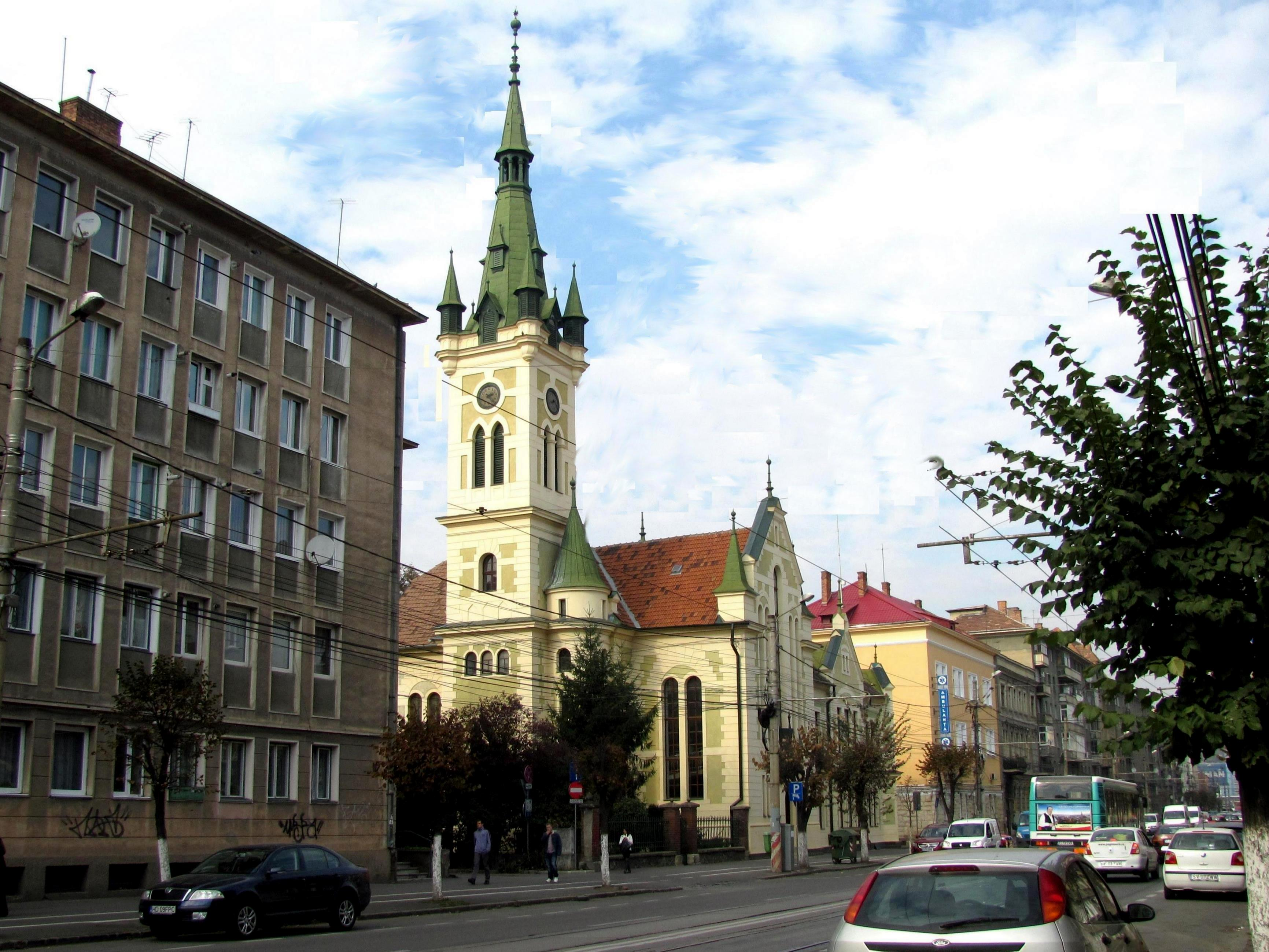
Hongaars Gereformeerde Kerk aan de Strada Horea in Cluj-Napoca

### Kranten
In Cluj-Napoca verschijnen meerdere dagbladen. De belangrijkste zijn Ziua de Cluj, Faclia en Monitorul de Cluj. Daarnaast verschijnen er in de stad ook twee gratis dagbladen: Informatia Cluj en Cluj Expres.
Hongaarstalige bladen die in Cluj worden gemaakt zijn het landelijk verschijnende dagblad Krónika (Kroniek) en het regionale dagblad Szabadság (Vrijheid). Verder verschijnt er het weekblad Erdélyi napló (Transsylvanisch dagboek). Ook het gratis maandblad dat wordt rondgedeeld in de streek rond Cluj 'Igen tessék', vrij vertaald 'Ja, zeg maar!' wordt daar gedrukt.

### Radio en televisie
Cluj is de vestigingsplaats van de regionale publieke televisiezender TVR Cluj en de regionale publieke radiozender Radio Cluj. Naast het Roemeense Radio Cluj is er de publieke zender Kolozsvári Rádió die een volledig Hongaarstalig programma uitzendt voor de stad (98.8 FM) en het gehele Noordwesten van Roemenië.
Verder zijn er de commerciële zenders One TV en Transilvania Live. Commerciële radiozenders zijn onder andere Radio Impuls en de Hongaarstalige zenders Paprika Rádió (popmuziek, 95.1 FM) en Agnus Rádió (culturele en religieuze programma's).

## Sport
Gedurende vele jaren was FC Universitatea Cluj de belangrijkste voetbalclub van Cluj-Napoca. Geen club van buiten hoofdstad Boekarest speelde zo veel seizoenen in Liga 1. Door financiële problemen speelde de club vanaf 2015 niet meer op het hoogste niveau. In 2016 werden ze zelfs terug gezet naar de 4e klasse. In 2018 lukte het uiteindelijk om via de playoffs weer terug te keren op het hoogste niveau. Stadgenoot CFR Cluj zorgt ervoor dat Cluj-Napoca nog wel vertegenwoordigd is in Liga 1. CFR Cluj werd in 2008, 2010 en 2012 landskampioen van Roemenië. 

## Internationale relaties

### Zustersteden
| - Athene (Griekenland) - Be'er Sheva (Israël) - Caracas (Venezuela) - Cervia (Italië) - Chacao (Venezuela) - Columbia (Verenigde Staten) - Dijon (Frankrijk) - East Lansing (Verenigde Staten) - Keulen (Duitsland), sinds 1976 | - Korçë (Albanië) - Makati (Filipijnen) - Nantes (Frankrijk) - Pécs (Hongarije) - Rockford (Verenigde Staten) - São Paulo (Brazilië) - Suwon (Zuid-Korea) - Zagreb (Kroatië) - Zhengzhou (China), sinds 1995 |

Op dit moment bevinden zich in Cluj-Napoca afvaardigingen uit de volgende landen:
- Algemeen Consulaat van de Hongaarse Republiek,
- Honorair Consulaat van Frankrijk,
- Honorair Vice-consulaat van Italië,
- Honorair Consulaat van Nederland,
- Honorair Consulaat van Turkije.

## Geboren
- Matthias Corvinus (1443–1490), koning van Hongarije
- István Bocskai (1557–1606), Zevenburgse edelman en vorst van Transsylvanië
- János Bolyai (1802–1860), Hongaarse wiskundige
- Bertalan Székely (1835-1910), Hongaars kunstschilder
- Dezső Bánffy (1843–1911), Hongaars politicus
- Hugo II Logothetti (1852–1918), Oostenrijks-Hongaars diplomaat
- Miklós Bánffy (1873–1950), Hongaars schrijver en politicus
- Abraham Wald (1902–1950), Oostenrijk-Hongaars-Amerikaanse wiskundige
- Tibor de Machula (1912–1982), Hongaarse cellist
- Ion Negoițescu (1921–1993), literatuurhistoricus, criticus, schrijver en dichter
- László Jeney (1923–2006), Hongaars waterpolospeler
- János Kőrössy (1926–2013), jazzpianist, arrangeur en componist
- István Szilágyi (1938-2024), Hongaars-Roemeens schrijver en redacteur
- László Tőkés (1952), Hongaars-Roemeens politicus
- Mircea Tiberian (1955), jazzpianist
- Péter Eckstein-Kovács (1956), politicus
- Csaba Böjte (1959), franciscaanse monnik
- Aura Timen (1966), arts in Nederland
- Christian Saceanu (1968), Duits tennisspeler
- Anca Barna (1977), tennisspeelster
- Daniela Oltean (1980), langebaanschaatsster
- Christian Duma (1982), Duitse atleet
- Răzvan Cociș (1983), voetballer

## Overleden
- Ștefan Kovács (1920-1995), Roemeens voetbaltrainer en voetballer

## Foto's

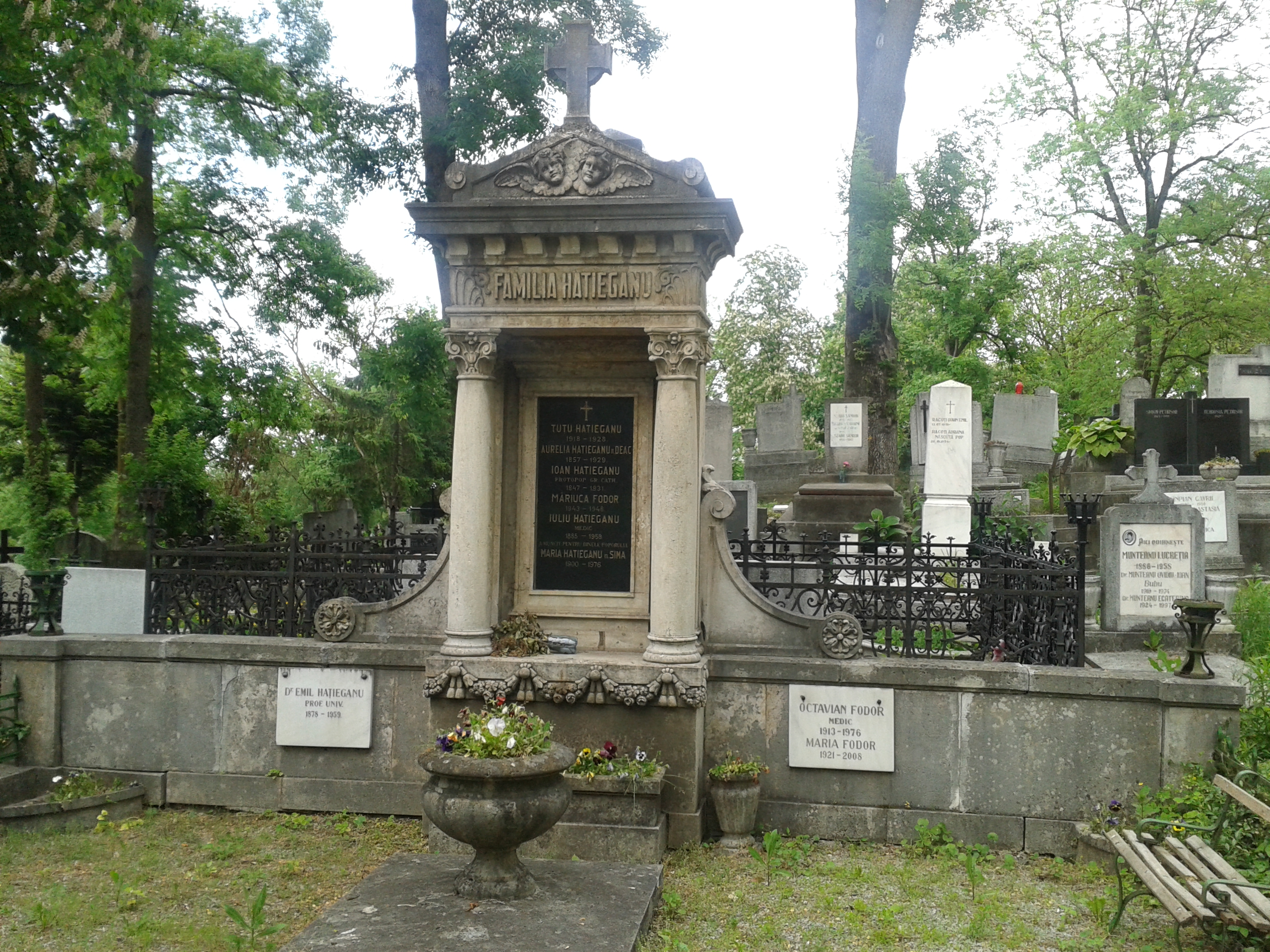
Begraafplaats Hajongard
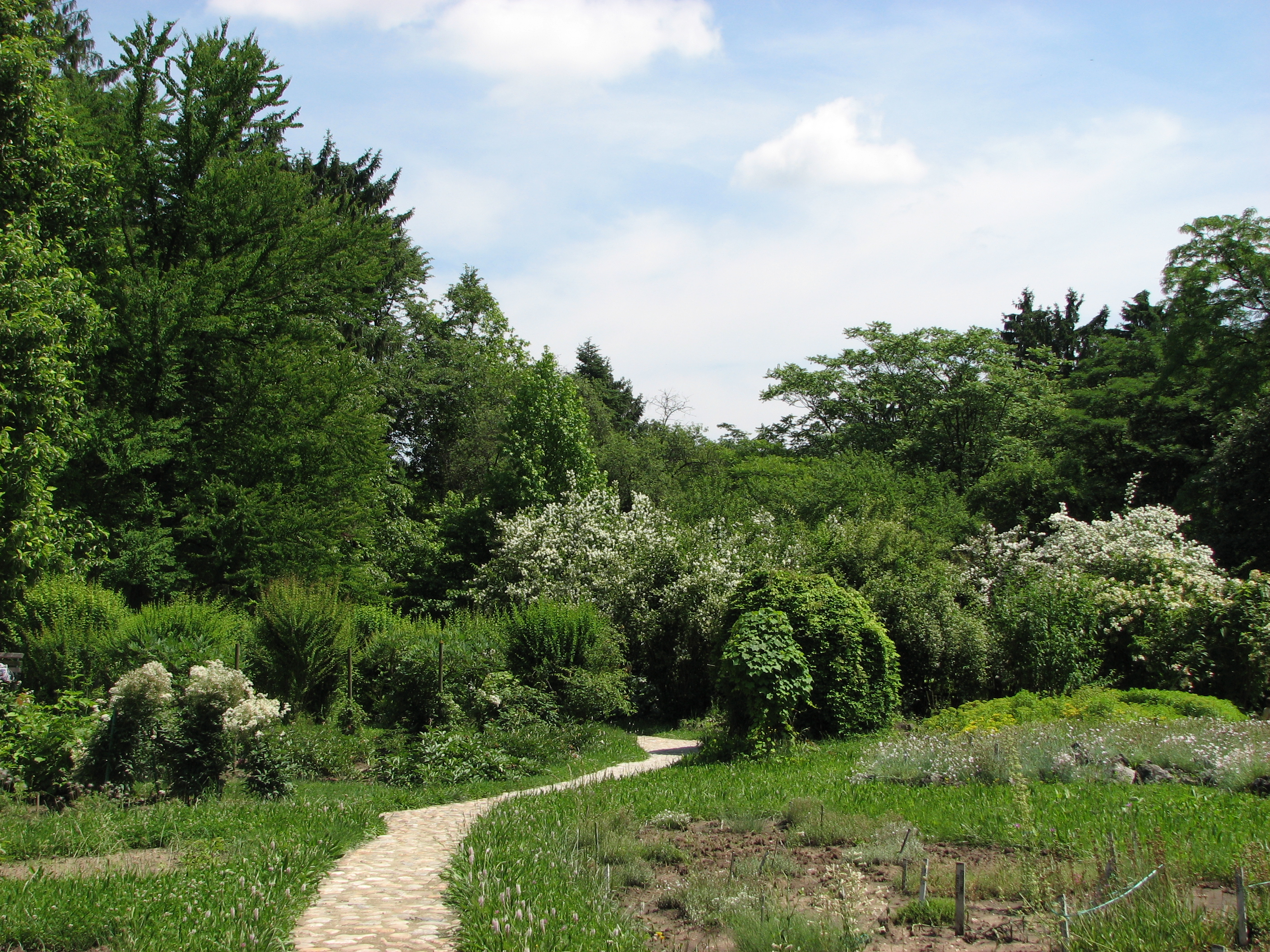
Botanische tuin van Cluj-Napoca
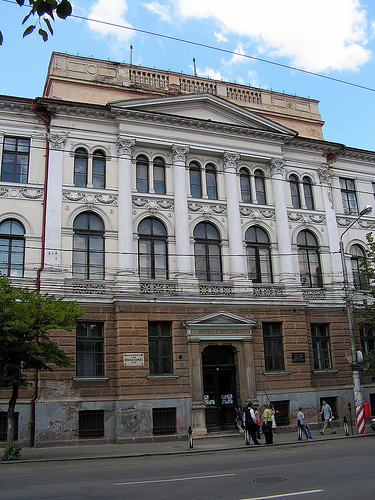
Brassai-lyceum
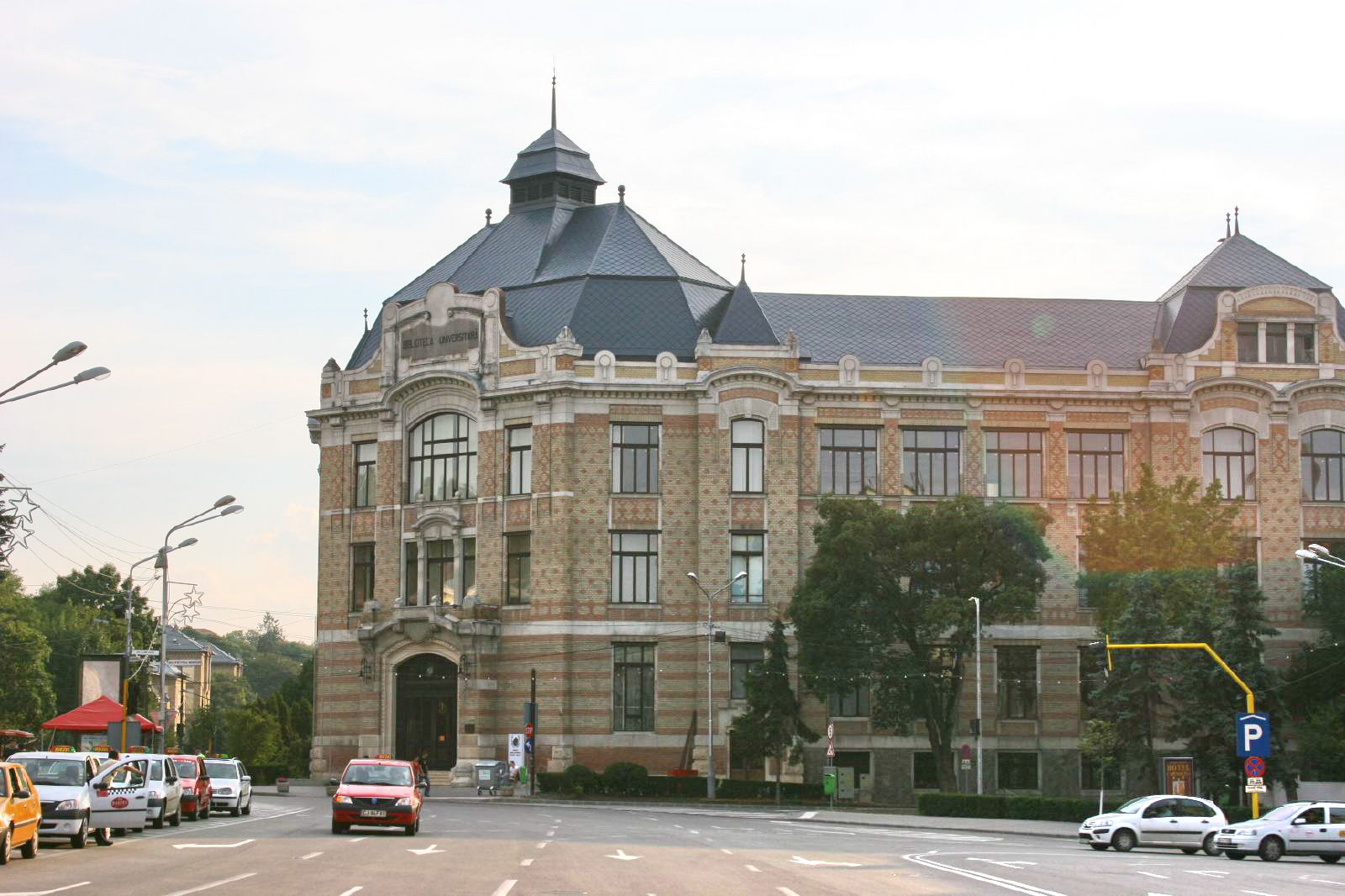
Centrale Universiteitsbibliotheek, Babeș-Bolyaiuniversiteit
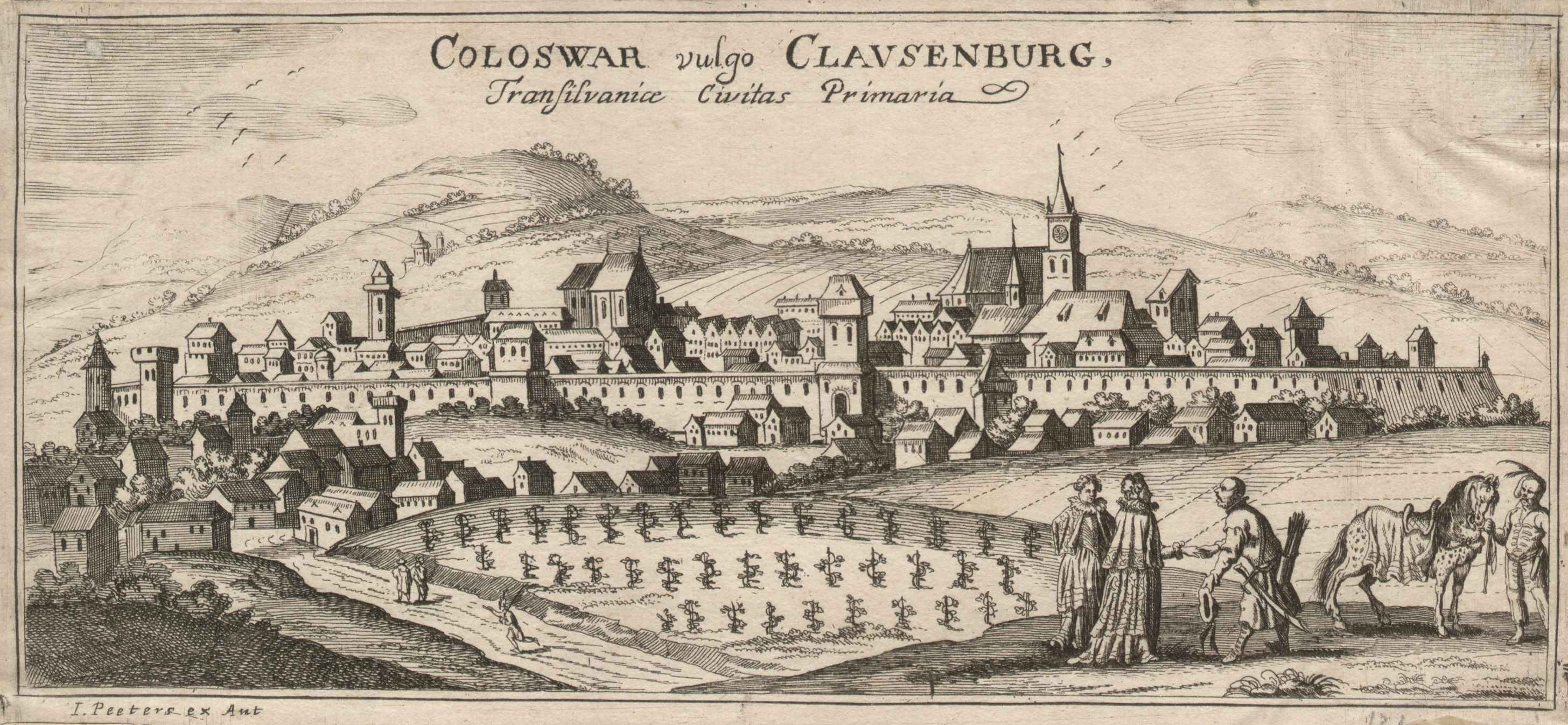
Cluj in 1685
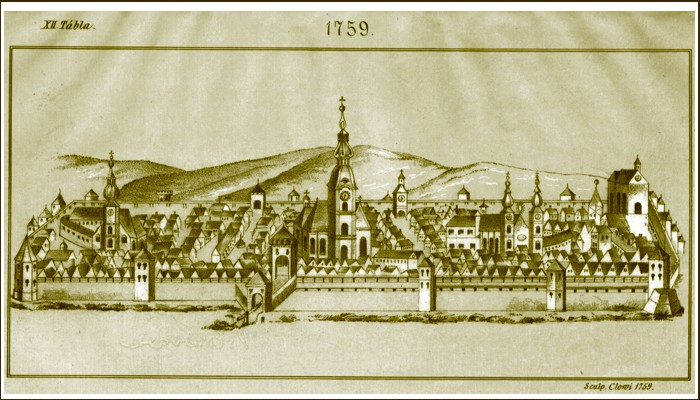
Cluj in 1759
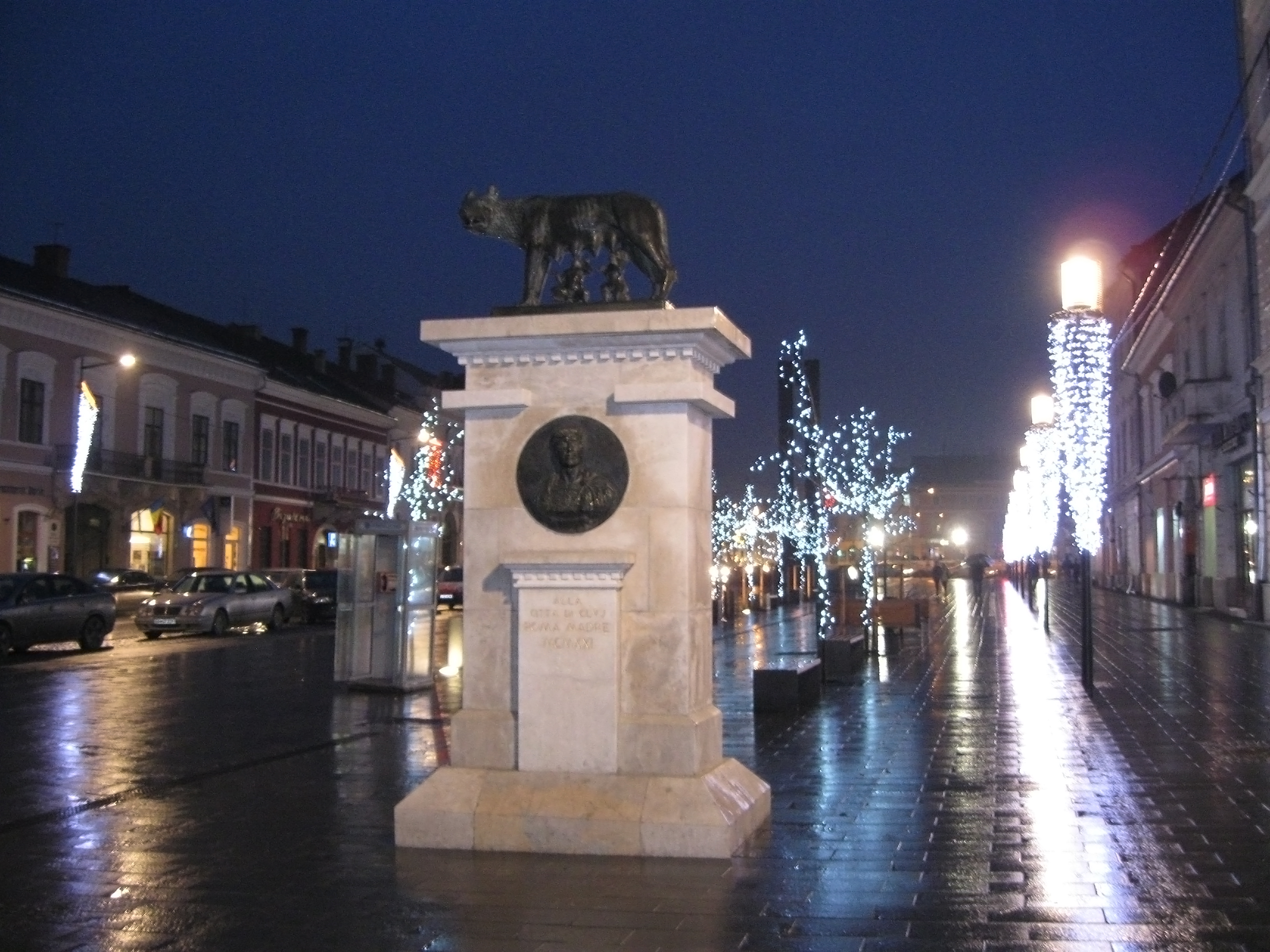
Eroilorstraat
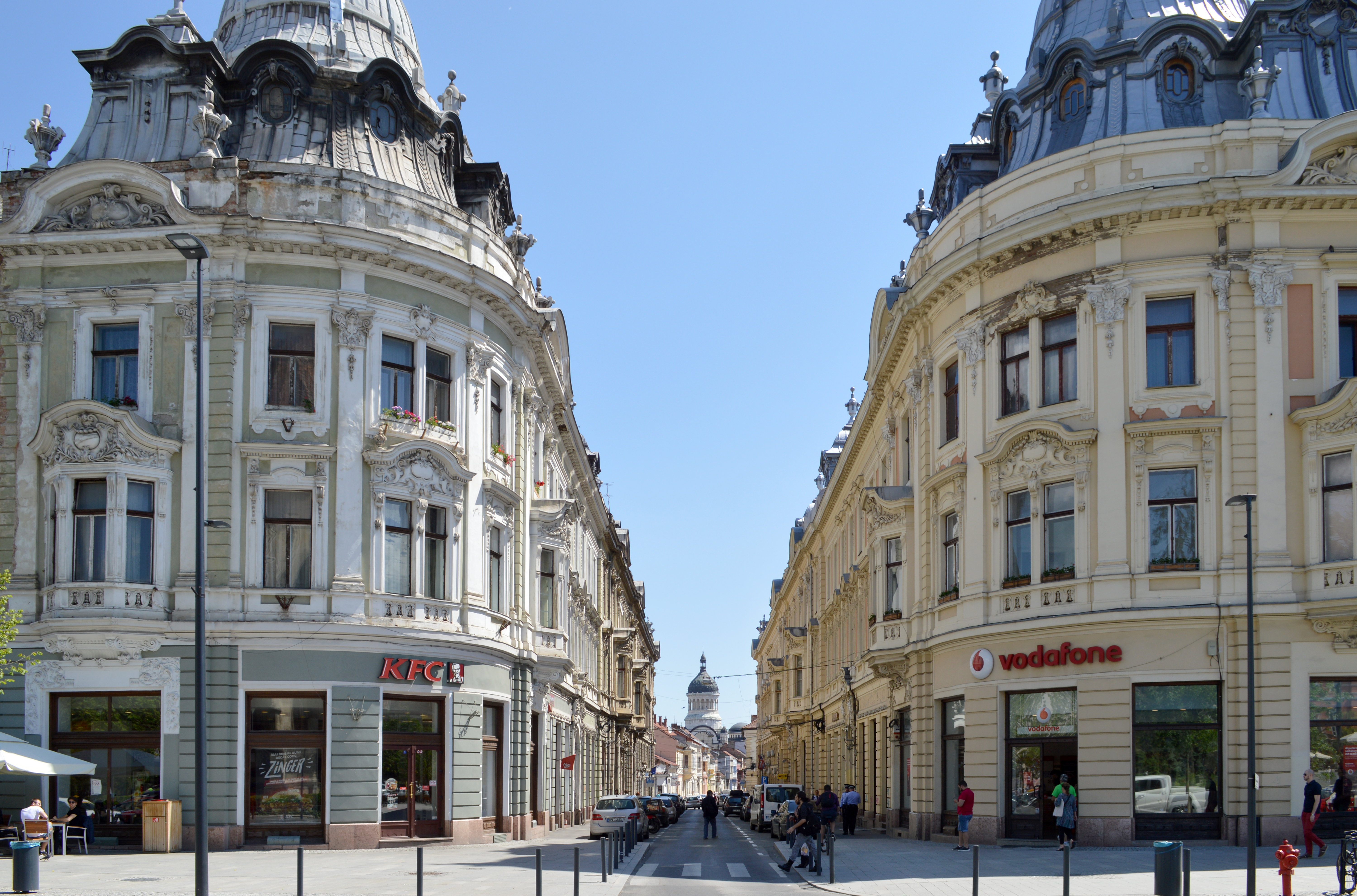
Iuliu Maniu-straat
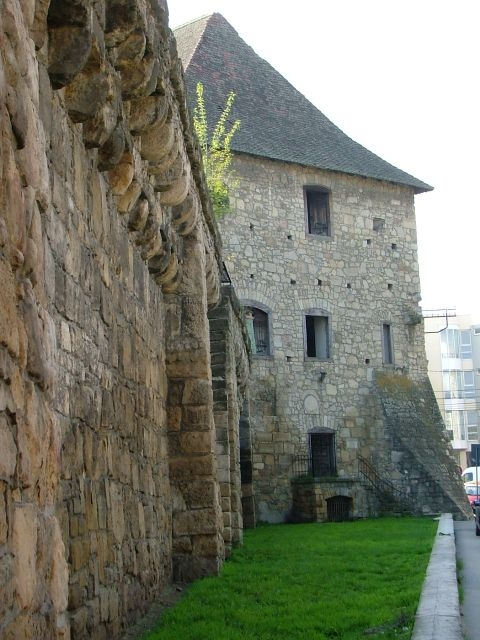
Kleermakersbastion
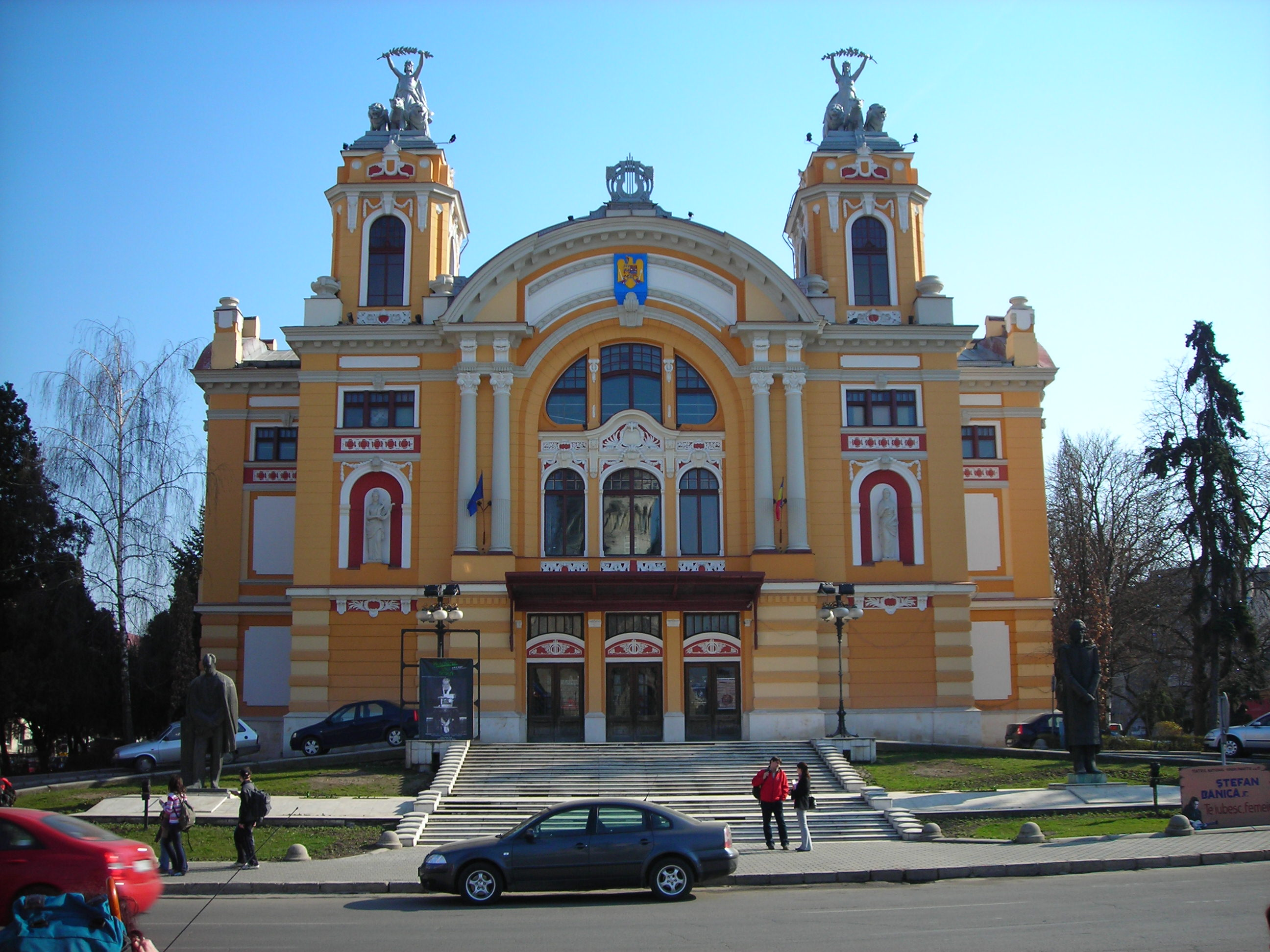
Lucian Blaga-theater
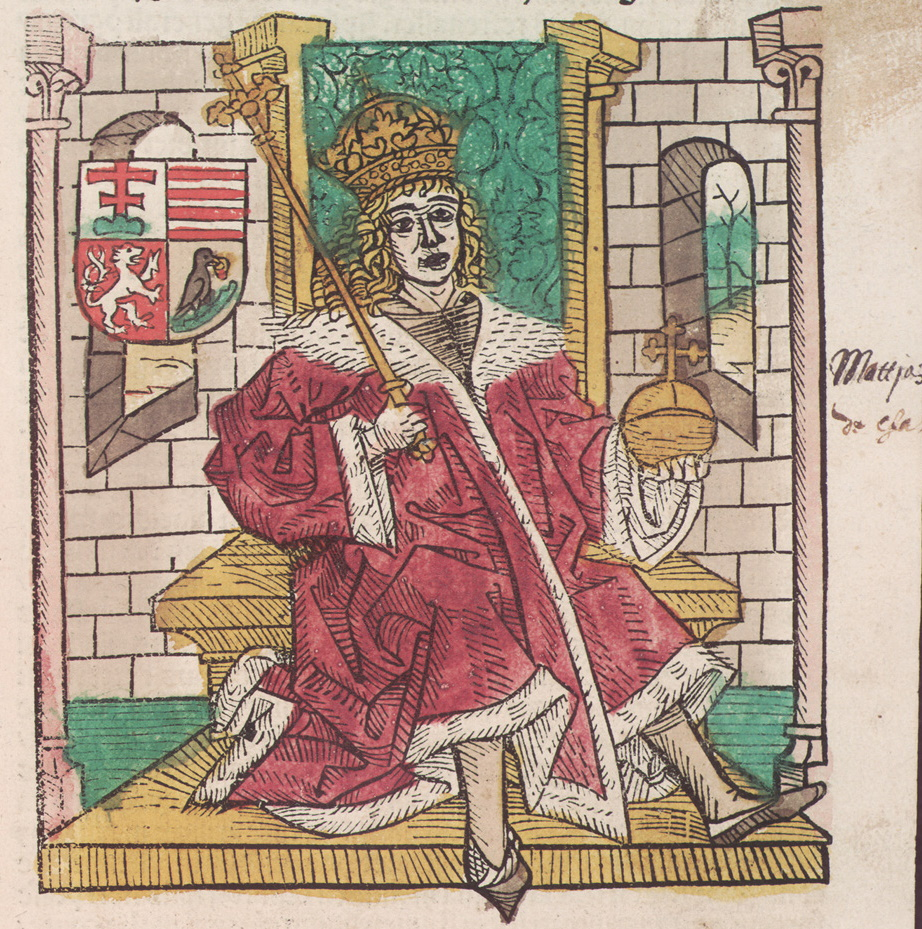
Matthias Corvinus
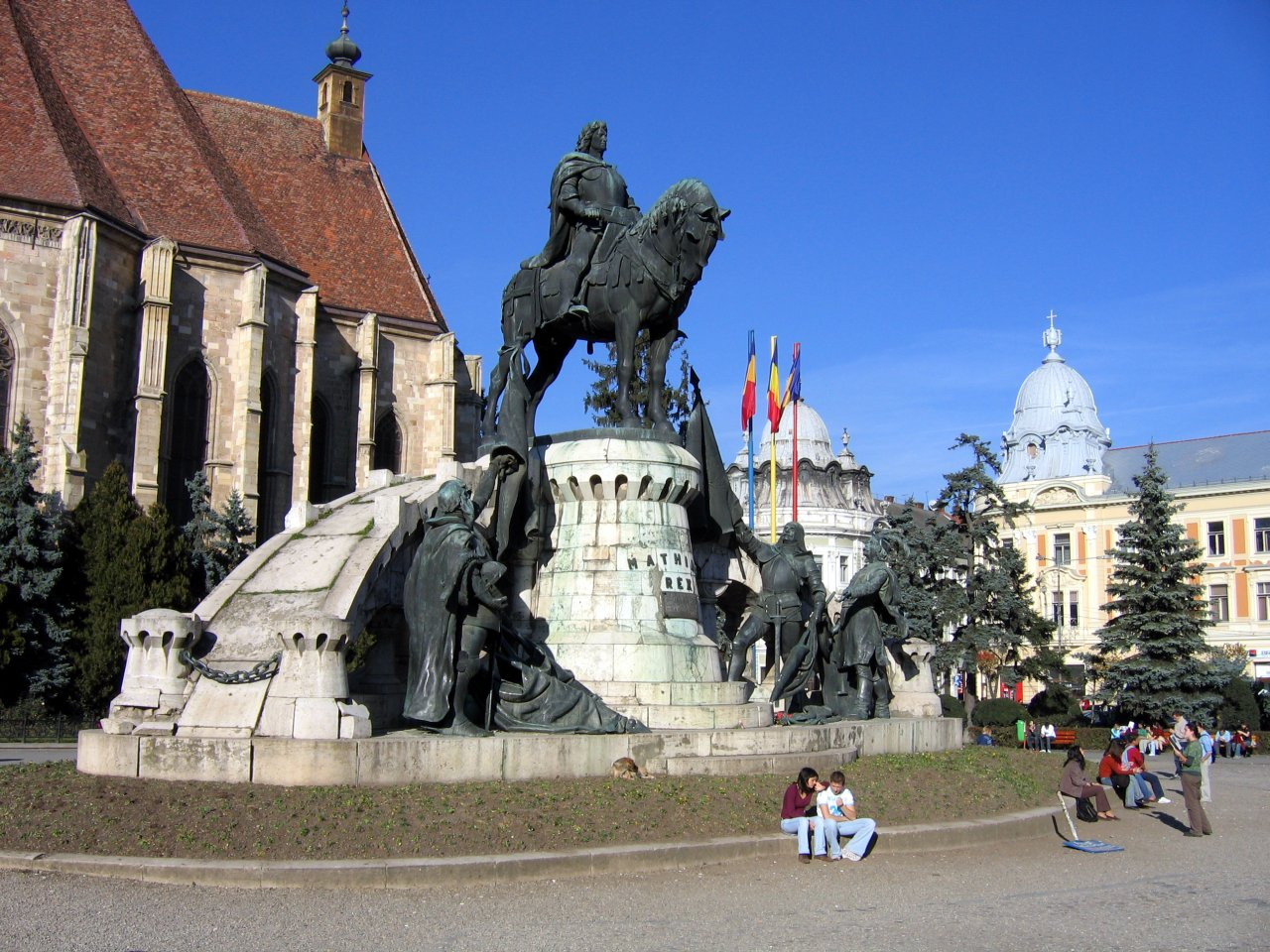
Matthias Corvinus-monument
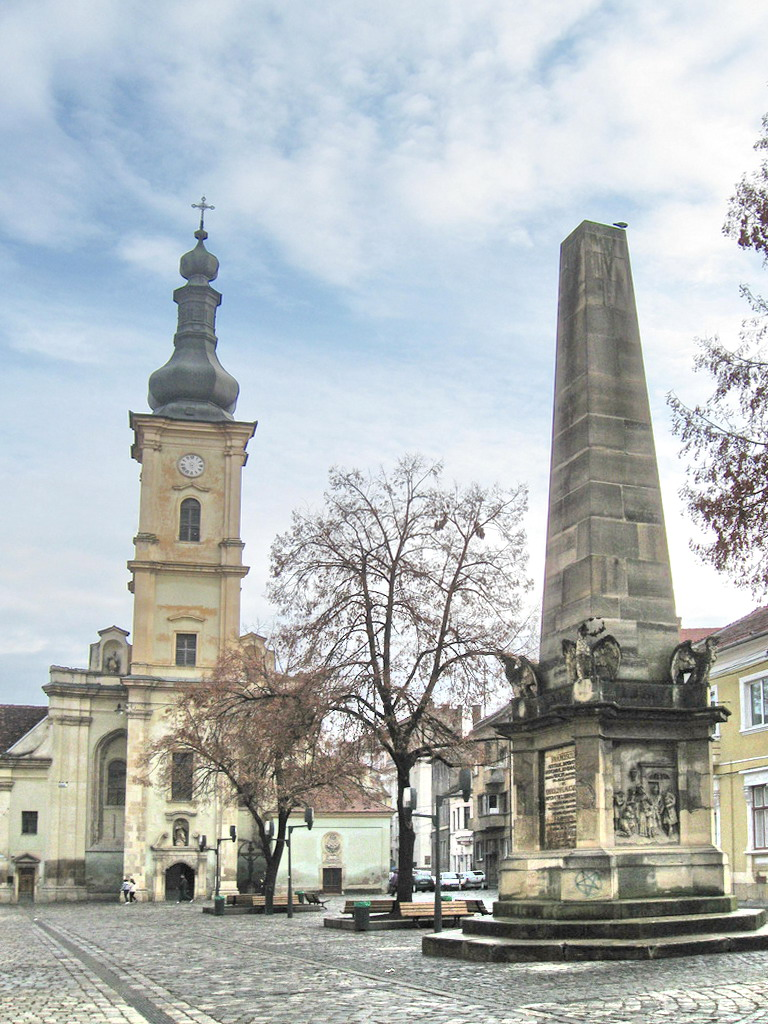
Museumplein
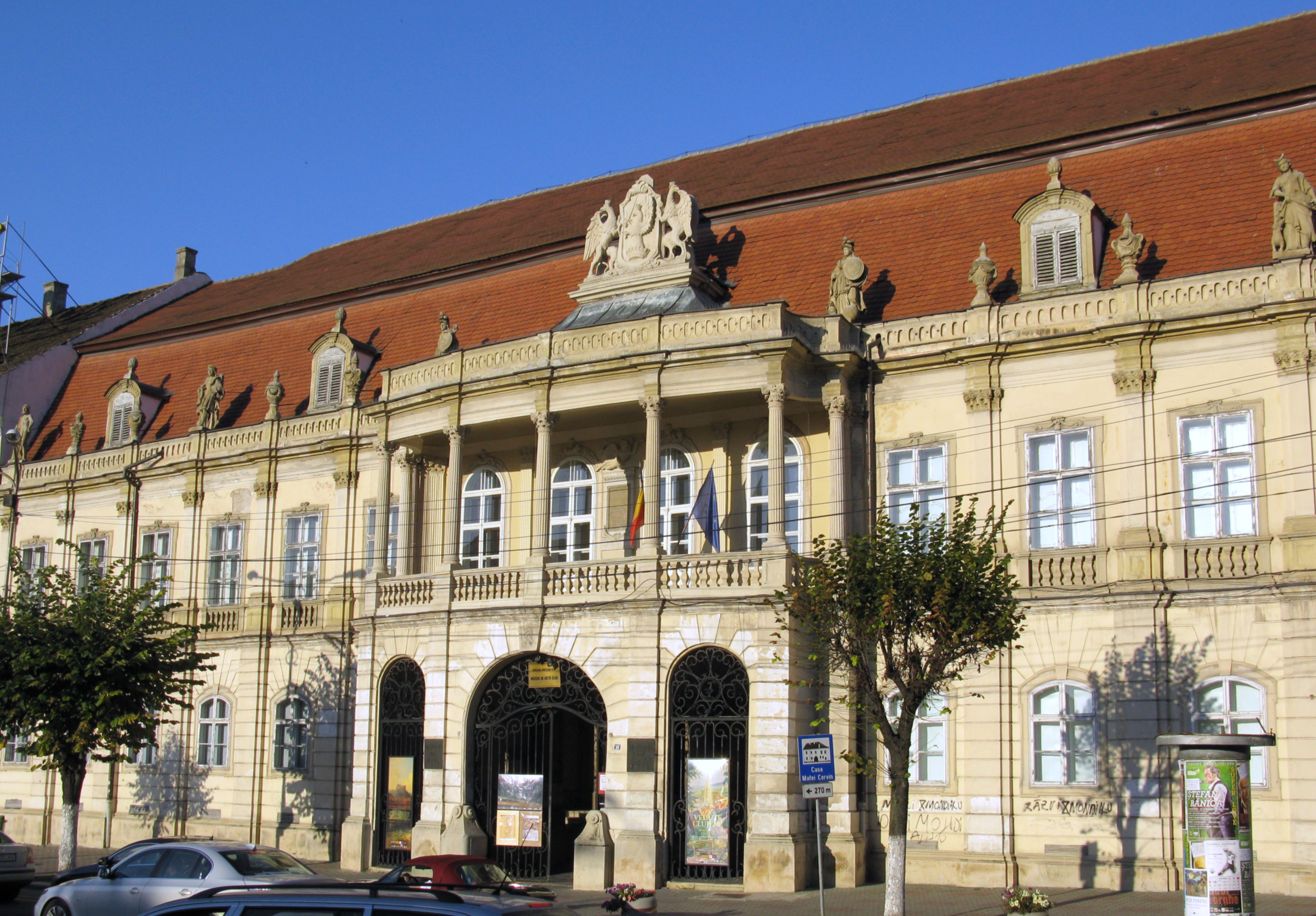
Paleis Bánffy, thans Kunstmuseum
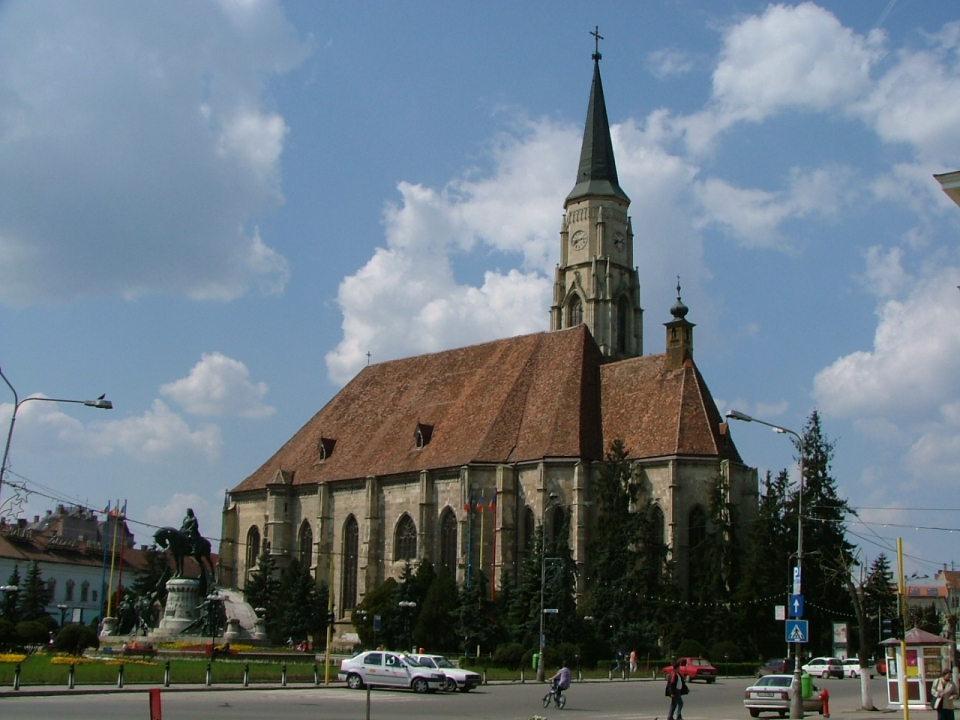
Plein van de Eenmaking
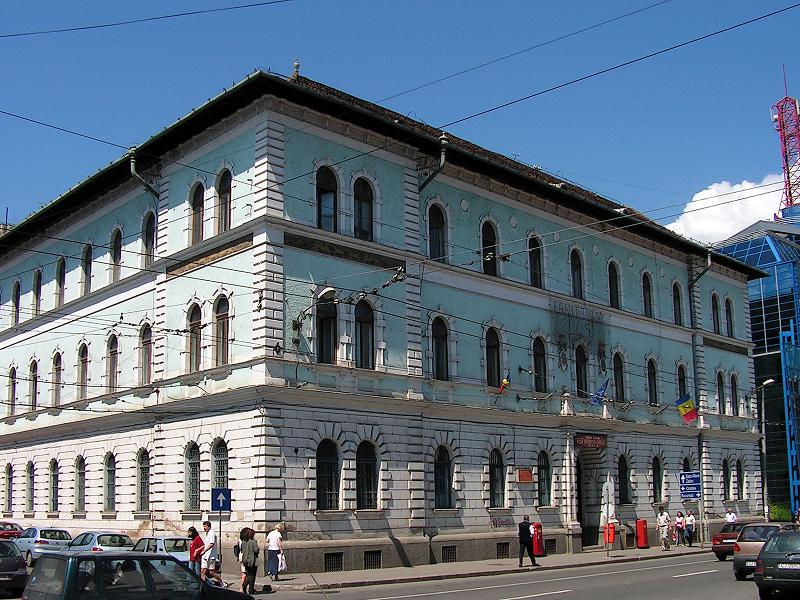
Posthuis
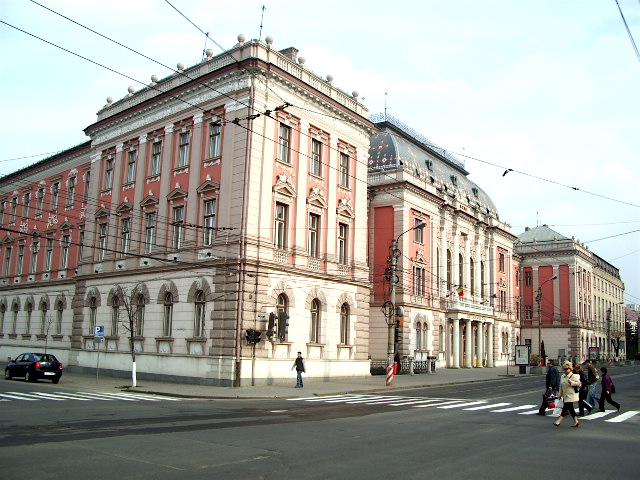
Rechtbank
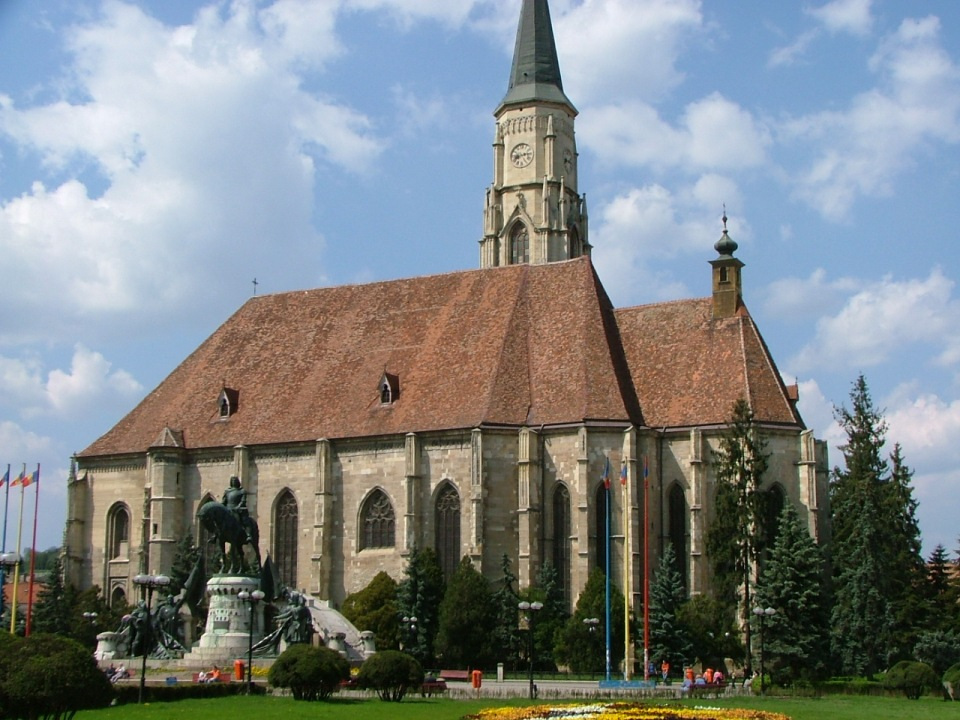
Sint-Michielskerk
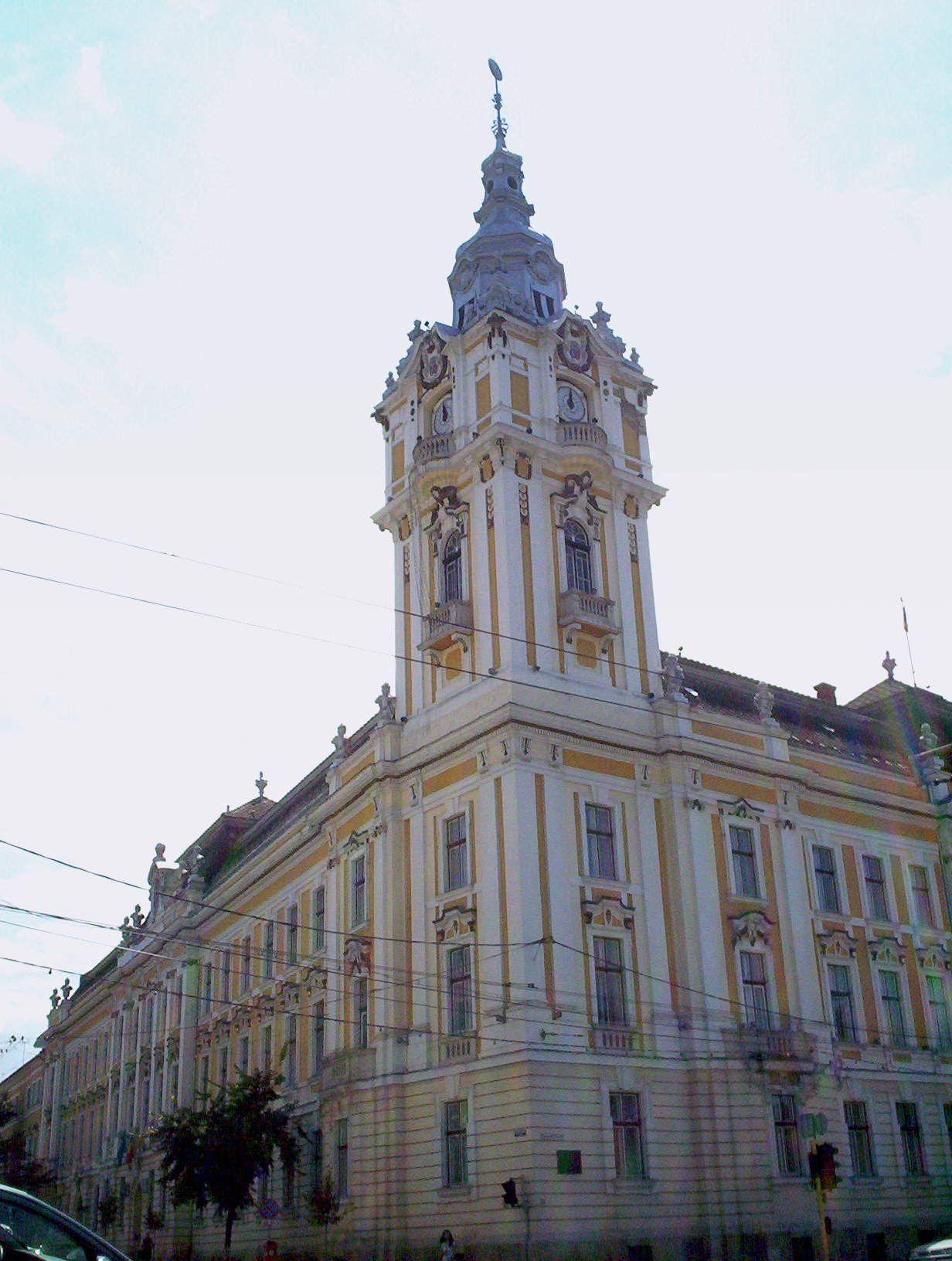
Stadhuis
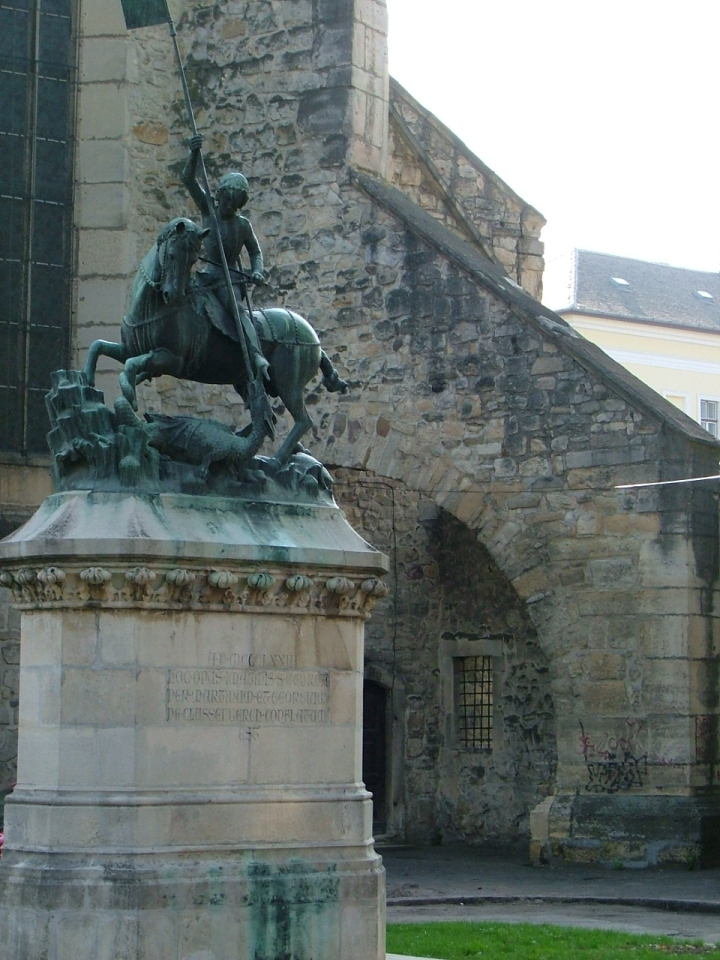
Standbeeld van Sint-Joris
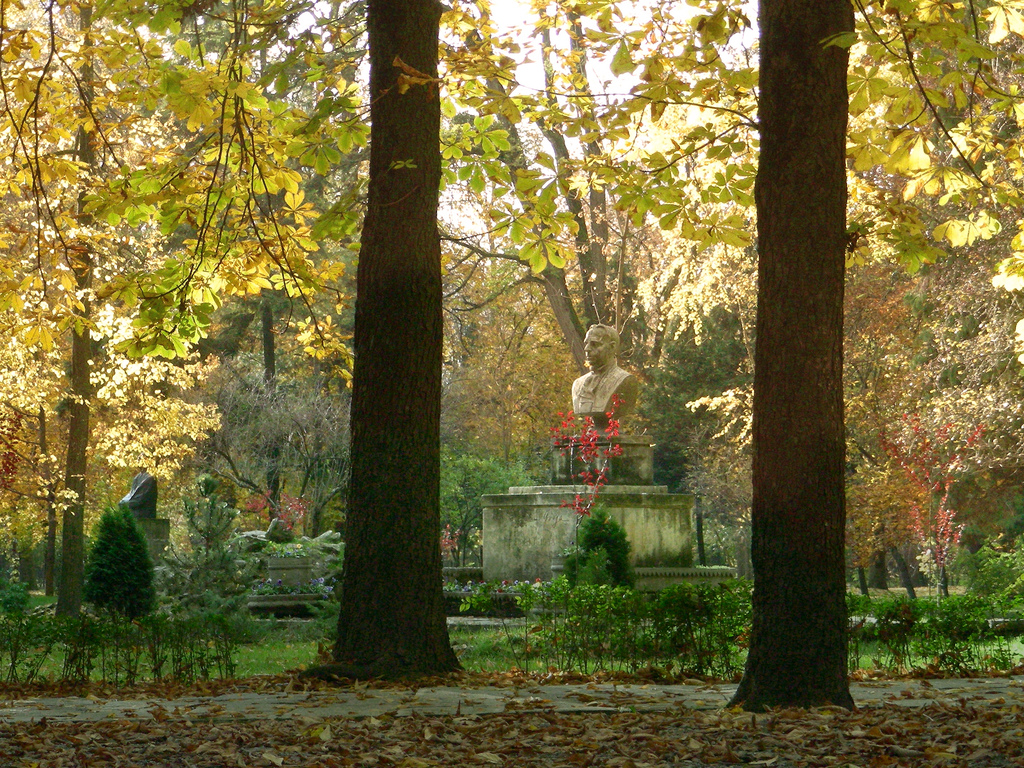
Stadspark
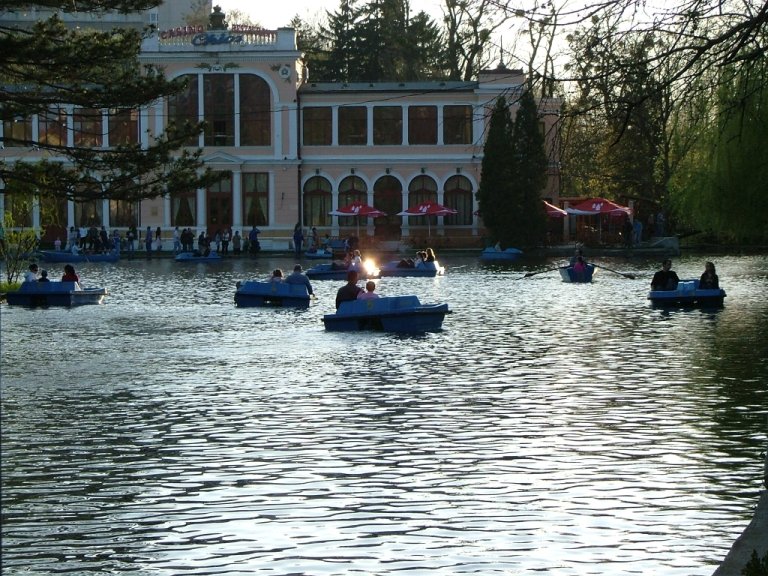
Stadspark
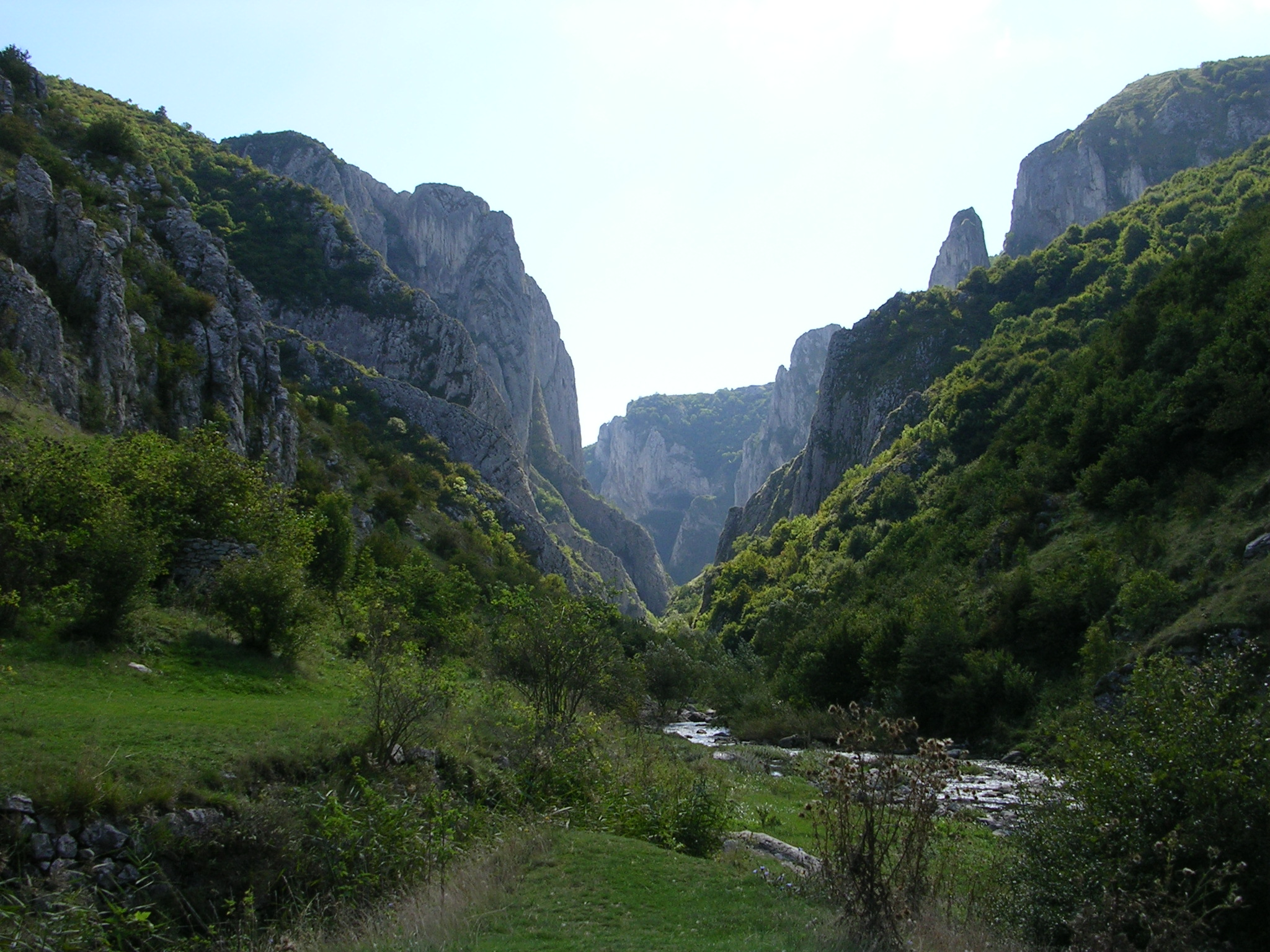
Turdakloof
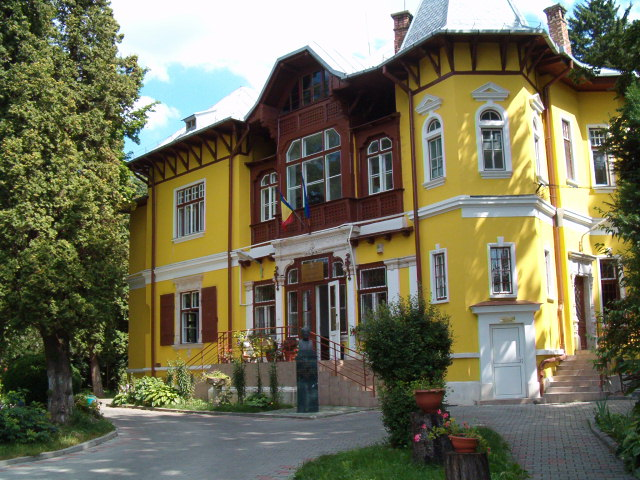
Villa Pakey

Alba Iulia · Alexandria · Arad · Bacău · Baia Mare · Bârlad · Bistrița · Botoșani · Brașov · Brăila · Bucureşti (Boekarest) · Buzău · Călărași · Cluj-Napoca · Constanța · Craiova · Deva · Drobeta-Turnu Severin · Focșani · Galați · Giurgiu · Hunedoara · Iași · Mediaș · Oradea · Piatra Neamț · Pitești · Ploiești · Râmnicu Vâlcea · Reșița · Roman · Satu Mare · Sfântu Gheorghe · Sibiu · Slatina · Slobozia · Suceava · Târgoviște · Târgu Jiu · Târgu Mureș · Timișoara · Tulcea · Turda · Vaslui · Zalău
Steden met gemeentestatus: Cluj-Napoca · Turda · Câmpia Turzii · Dej · Gherla

Stad zonder gemeentestatus: Huedin

Gemeenten: Aghireșu · Aiton · Aluniș · Apahida · Așchileu Mare · Baciu · Băișoara · Beliș · Bobâlna · Bonțida · Borșa · Buza · Căianu · Călățele · Cămărașu · Căpușu Mare · Cășeiu · Cătina · Câțcău · Ceanu Mare · Chinteni · Chiuiești · Ciucea · Ciurila · Cojocna · Cornești · Cuzdrioara · Dăbâca · Feleacu · Fizeșu Gherlii · Florești · Frata · Gârbău · Geaca · Gilău · Iara · Iclod · Izvoru Crișului · Jichișu de Jos · Jucu · Luna · Măguri-Răcătău · Mănăstireni · Mărgău · Mărișel · Mica · Mihai Viteazu · Mintiu Gherlii · Mociu · Moldovenești · Negreni · Pălatca · Panticeu · Petreștii de Jos · Ploscoș · Poieni · Râșca · Recea-Cristur · Săcuieu · Săndulești · Săvădisla · Sânncraiu · Sânmartin · Sânpaul · Someșeni · Sic · Suatu · Tritenii de Jos · Tureni · Țaga · Unguraș · Vad · Valea Ierii · Viișoara · Vultureni